# Елизавета Алексеевна
Елизавета Алексеевна (урождённая Луиза Мария Августа Баденская, нем. Luise Marie Auguste von Baden; 13 (24) января 1779, Карлсруэ, Баден — 4 (16) мая 1826, Белёв, Тульская губерния) — российская императрица, супруга императора Александра I. Дочь маркграфа Баден-Дурлахского Карла Людвига Баденского и Амалии, урождённой принцессы Гессен-Дармштадтской.

## Биография

### Принцесса Баденская
Принцесса Луиза Мария Августа родилась в Карлсруэ 24 января 1779 года в семье Карла Людвига Баденского и Амалии Гессен-Дармштадтской. Девочка была настолько мала и слаба, что врачи всерьёз опасались за жизнь и здоровье третьего ребёнка и третьей дочери наследного принца. Впоследствии Николай Карамзин скажет по этому поводу Елизавете Алексеевне: «Вы сомневались, принять ли жизнь».

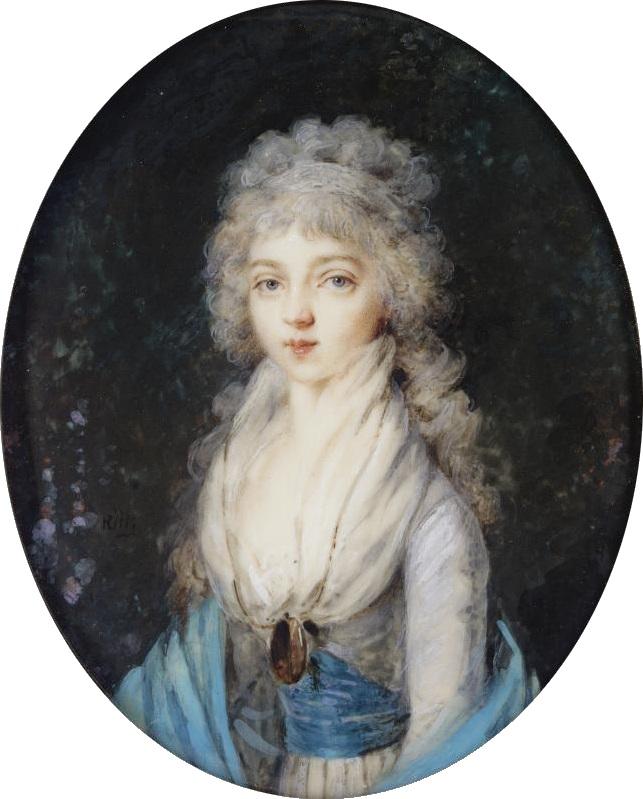
Портрет принцессы Луизы-Августы Баденской в юности. Августин Ритт, 1791 г.

В письме к Амалии цесаревич Павел Петрович желал новорождённой «счастливого возраста и преуспевания», а Екатерина Великая написала деду Луизы-Августы маркграфу Карлу-Фридриху: «Сообщённое нам от Вашей Светлости и любви известие от 24-го происшедшего генваря месяца о разрешении от бремени ея любви Светлейшей принцессы супруги вашего сына и наследного принца, подаёт нам новый случай изъявить Вам приемлемое нами искреннее участие во всём том, что вам благополучного ни случится. Мы сорадуемся Вашей Светлости и любви о сем щекотливом происшествии и желаем новорождённой принцессе постоянного здравия.»
Луиза росла в тёплой семейной обстановке. Особенно близкой она была со своей матерью, переписку с которой поддерживала до самой смерти. Как и все дети, получила достойное образование, блестяще говорила по-французски. Помимо основных европейских языков принцесса изучала географию и историю, основы философии, немецкую и всемирную литературу. Так как их дед, Карл Фридрих, был не богат, то семья жила довольно скромно.

### Великая княгиня
Луиза Мария Августа вместе со своей младшей сестрой Фредерикой повторили судьбу своей матери, которая вместе с сёстрами Вильгельминой и Луизой рассматривалась в 1772 году в качестве невесты для великого князя Павла.
В 1790 году на баденских принцесс обратила внимание императрица Екатерина II, желавшая женить старшего внука Александра. Она поручила своему представителю при имперском сейме Н. П. Румянцеву посетить дворец Карлсруэ с целью «… увидеть дочерей наследного принца Луизу-Августу, 11 лет, и Фредерику-Доротею, 9 лет». Кроме внешнего обличья, императрицу интересовали «воспитание, нравы и душевные дарования сих принцесс».
Два года граф Румянцев наблюдал за принцессами «с крайней осторожностью, никого не компрометируя и колико можно меньше гласно». Румянцев сразу же пришёл в восторг от старшей — Луизы-Августы. Сопровождавший его Евграф Комаровский писал: «Я ничего не видывал прелестнее и воздушнее её талии, ловкости и приятности в обращении». После столь лестных рекомендаций Екатерина распорядилась пригласить сестёр Баденских с матерью в Россию, но принцесса Амалия отказалась «появляться на зрелище, где сама была бы выставлена», сославшись на невозможность оставить супруга одного. Согласно пожеланию императрицы, принцесс сопровождали графиня Шувалова и кабинет-секретарь С. Ф. Стрекалов.

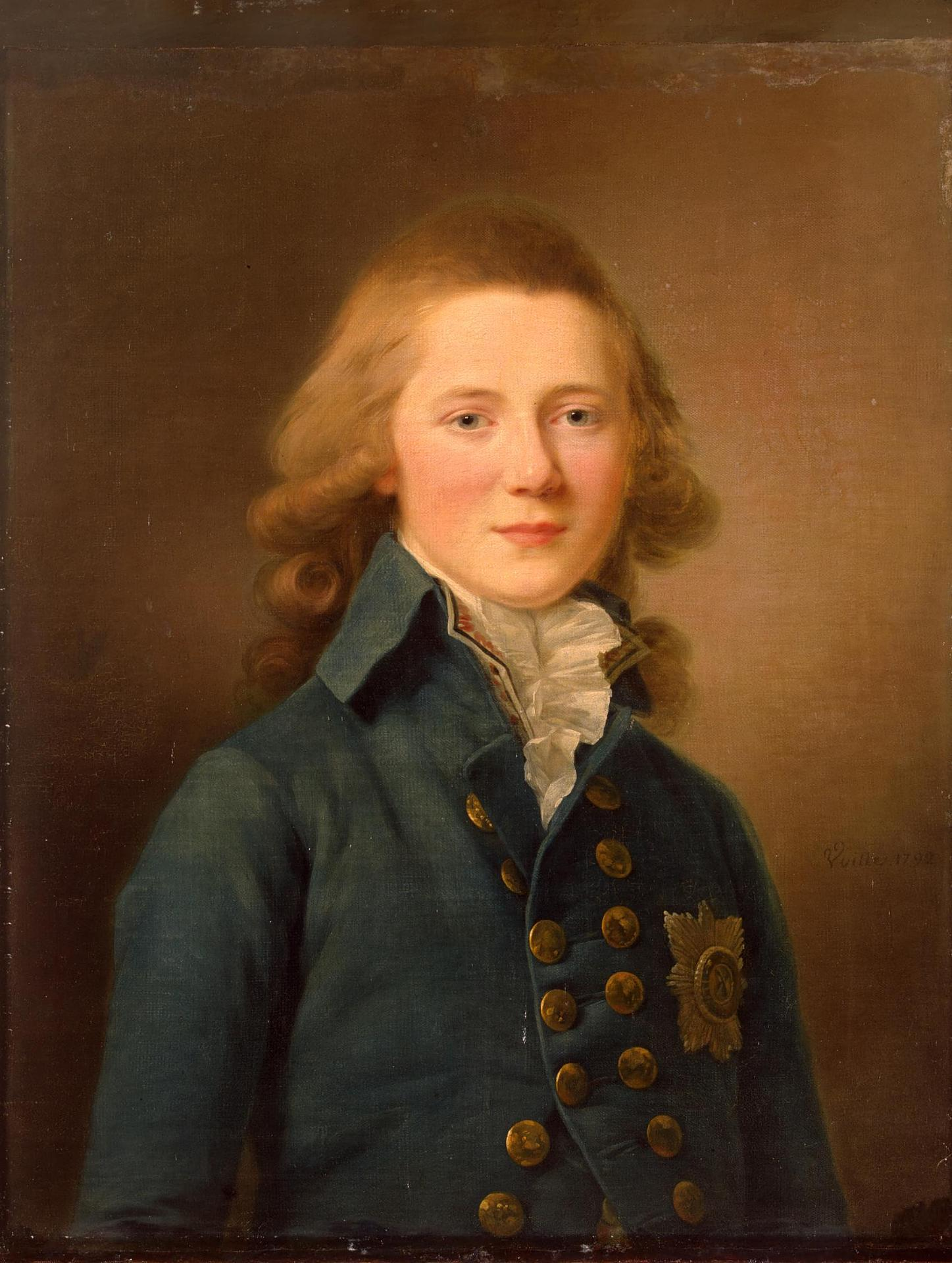
Великий князь Александр Павлович в юности. Худ. Жан-Луи Вуаль, 1792 г.

Александру оставалось после прибытия сестёр в Санкт-Петербург 31 октября 1792 года остановить свой выбор на одной из них. И его избранницей оказалась старшая — Луиза, а младшая, пробыв в Петербурге до августа 1793 года, уехала обратно в Карлсруэ.
Воспитатель Александра А. Я. Протасов записал в своём дневнике: «Александр Павлович обходился с принцессою старшею весьма стыдливо, но приметна в нём была большая тревога, и с того дня, полагаю я, начались первые его к ней чувства». Следует принять, что Александру не было даже пятнадцати лет и его смущение было вполне естественным. Луиза же была влюблена в будущего императора, хотя и принимала его сдержанность за неприязнь. Однако молодая пара вскоре нашла способы объясниться друг с другом. Из личных записей принцессы: «Однажды вечером, когда мы рисовали вместе с остальным обществом за круглым столом в бриллиантовой комнате, Великий Князь Александр подвинул мне письмо с признанием в любви, которое он только что написал. Он говорил там, что, имея разрешение своих родителей сказать мне, что он меня любит, он спрашивает меня, желаю ли я принять его чувства и ответить на них, и может ли он надеяться, что я буду счастливой, выйдя за него замуж. Я ответила утвердительно, также на клочке бумаги, прибавляя, что я покоряюсь желанию, которое выразили мои родители, посылая меня сюда. С этого времени на нас стали смотреть как на жениха и невесту. Мне дали учителя русского языка и Закона Божия».

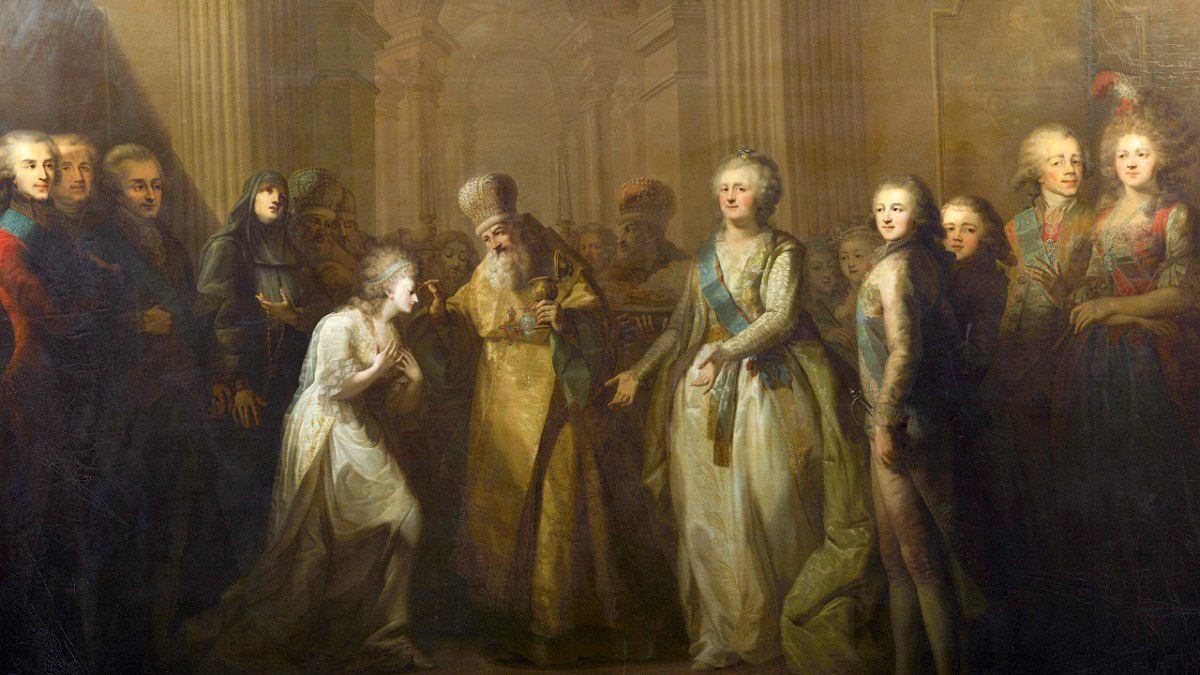
Миропомазание великой княгини Елизаветы Алексеевны. Худ. Е. Мошков, 1795 г. На картине изображены (справа налево): вел. кн. Мария Фёдоровна, цесаревич Павел Петрович, вел. кн. Константин и Александр, императрица Екатерина II, митрополит Гавриил, принцесса Луиза, игуменья А.Шубина, А.Безбородко, П.Зубов, А.Будберг.

После того, как выбор был сделан, события пошли своим чередом: 9 мая 1793 года Луизу образовали из лютеранства в православие, нарекли Елизаветой Алексеевной, 10 мая обручили с Александром Павловичем, а 28 сентября того же года сыграли свадьбу. Празднества по случаю женитьбы любимого внука Екатерины продолжались четырнадцать дней и завершились блистательным фейерверком на Царицыном лугу. Во время обручения кольца молодым надевала сама императрица. Юные супруги состояли в дальнем родстве: у них было два общих предка в пятом колене — маркграф Фридрих VII Баден-Дурлахский по отцовским линиям и маркграф Альбрехт II Бранденбург-Ансбахский по материнским линиям, также их общим предком был герцог Эберхард III Вюртембергский.
Молодожёны окунулись в жизнь, наполненную праздниками и нескончаемыми удовольствиями. У них появился свой штат, свой двор. Светское общество сравнивало их с «двумя ангелами», а Державин в своём стихотворении, посвящённом юным супругам, сравнил их с Амуром и Психеей. Елизавета Алексеевна считала жизнь при екатерининском дворе лучшею порою в своей жизни. Это подтверждается в одном из писем императрицы к матери:
Признаюсь. Я всегда люблю возвращаться к царствованию императрицы Екатерины, и хотя застала его всего четыре года, будучи в том возрасте, когда мало размышляют, эта эпоха осталась для меня образцом, формой, которая невольно служила для меня мерилом. Было у неё много слабостей, были, вероятно, недостатки, но никто не постиг, как она, искусства царствовать.
Очень молодая и застенчивая Елизавета была плохо подготовлена для новой должности. Она была поражена великолепием и пышностью русского двора, но в то же время и напугана постоянными интригами, которые велись здесь с холодным расчётом. Они не обошли стороной и её. Последний фаворит императрицы Платон Зубов ухаживал за Елизаветой Алексеевной, но получил отказ. Александр писал своему другу В. П. Кочубею 5 ноября 1795 года: «Вот уже год и несколько месяцев граф Зубов влюблён в мою жену. Посудите, в каком положении находится моя жена, которая воистину ведёт себя, как ангел».
И всё же великая княгиня чувствовала себя одинокой и немного тосковала по дому, особенно после отъезда Фредерики. Отношения с Александром были её единственным источником утешения. В своих письмах к матери Елизавета писала: «Без моего мужа, который сам по себе делает меня счастливой, я должна была умереть тысячью смертей. Счастье моей жизни в его руках, если он перестанет меня любить, то я буду несчастной навсегда. Я перенесу всё, всё, но только не это».

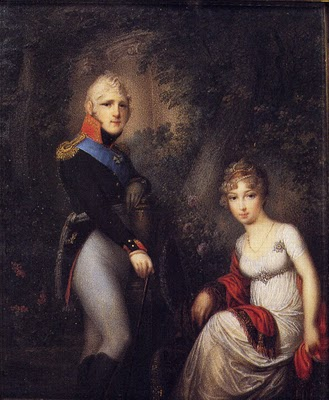
Александр I и Елизавета Алексеевна. Худ. П. Кросси (?). После 1807 года.

#### Адам Чарторыйский и Мария Нарышкина. Охлаждение супругов
Семейное счастье Елизаветы Алексеевны длилось недолго. Романтическая природа великой княгини не находила больше родственную душу в Александре, который начал пренебрегать ею, вынуждая её искать облегчение в чём-то другом.
Елизавета стала искать уединения, сделалась мечтательной и замкнутой, имела свой узкий круг приятных ей людей. Граф Фёдор Головкин писал о ней: «…Она образованна и продолжает учиться с удивительной лёгкостью. Она лучше всех других русских женщин знает язык, религию, историю и обычаи России. В обществе она проявляет грацию, умеренность, умение выражаться…». В покоях молодой женщины появились серьёзные книги по истории, географии и философии. Занятия были настолько усердными, что даже знаменитая княгиня Дашкова, стоявшая во главе двух российских Академий и отличавшаяся едким, бескомпромиссным характером, необыкновенно тепло отзывалась о Елизавете: «Меня привлекли к ней ум, образование, скромность, приветливость и такт, соединённый с редкой для такой молодой женщины осторожностью. Она уже правильно говорила по-русски, без малейшего иностранного акцента». Осложнилось всё со смертью Екатерины. В ноябре 1796 года на трон взошёл отец Александра — Павел I.
Тогда испортились отношения у великой княгини и с родителями Александра. По мнению придворных, Мария Фёдоровна не могла простить невестке «её красоты и грации» и предпочтения Екатерины. Летом 1797 года Елизавета получила от своей матери Амалии письмо, в котором та писала ей, что собирается поехать в Саксонию, чтобы повидаться со своей сестрой, герцогиней Веймарской, но симпатическими чернилами прибавила несколько строк на белом листе бумаги: «Посудите о моём удивлении. Г-н де Тауб, находящийся здесь, попросил у меня от имени шведского короля руки одной из ваших младших сестёр, Фредерики. Я так этим ошеломлена, что не знаю, что мне ответить».

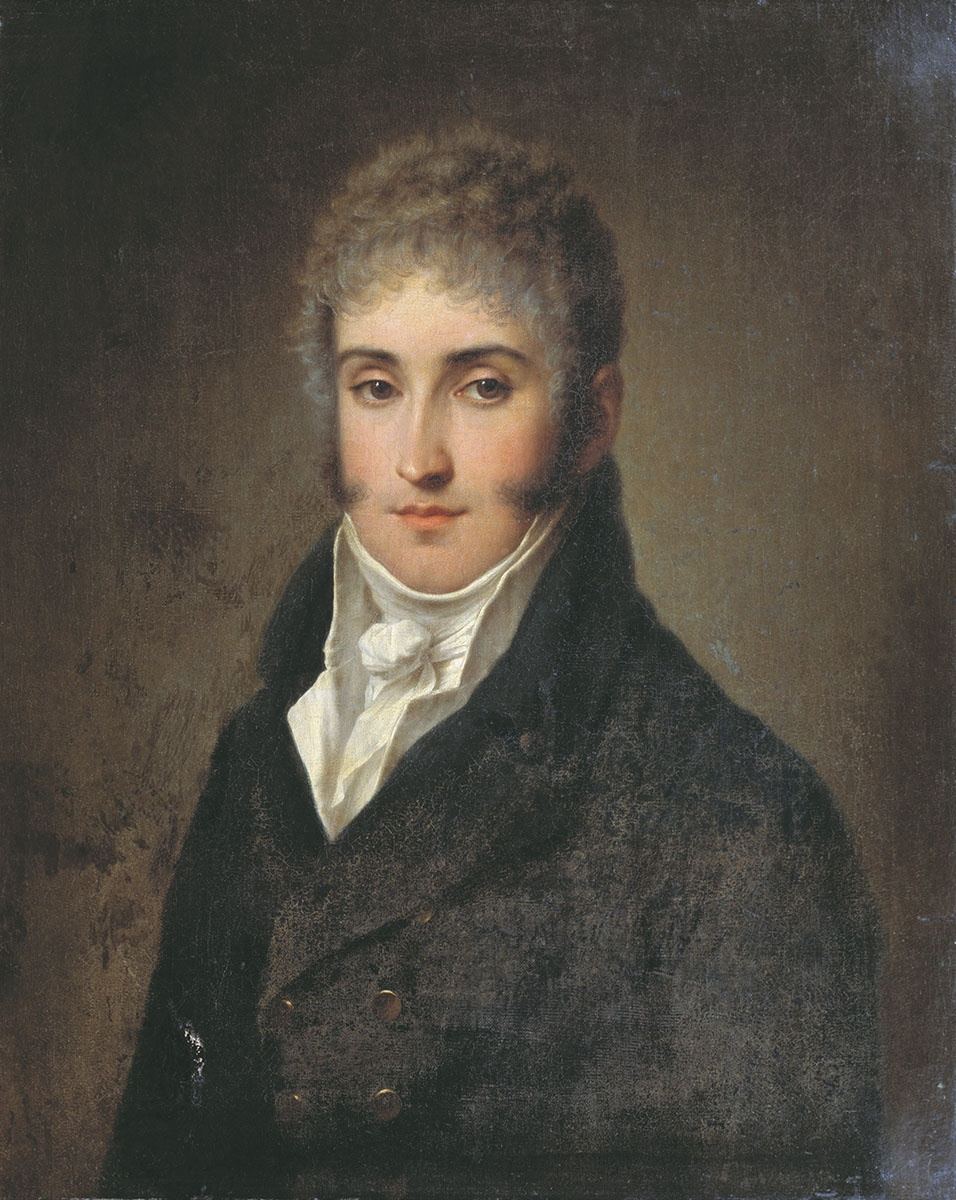
Адам Чарторыйский. Неизвестный художник, 1808 г.

Поскольку за год до этого самым неприятнейшим образом была разорвана помолвка одной из дочерей Павла, великой княжны Александры Павловны, императрица потребовала объяснений от невестки. Но та ничего ответить не смогла.
В то время, как Александр был страстно увлечён придворными дамами, Елизавета нуждалась в любви. Сначала утешения она искала в тесной дружбе с графиней Головиной, а затем в романе с князем Адамом Чарторыйским, ближайшим другом Александра.
Прасковья Фредро, дочь знаменитой мемуаристки Варвары Головиной, долгое время бывшая подругой Елизаветы Алексеевны, в своих мемуарах писала об Адаме: «Князь Чарторижский, введённый императором Павлом в окружение его сына, был одним из тех редких и опасных людей, которые сильно чувствуют и внушают столь же сильные чувства: их благородную и глубокую страсть выражает меланхолический взгляд, а их сдержанность и молчание говорят лучше всяких слов. Он не старался вызвать любовь великой княгини, напротив, он долго и доблестно противился её чувству, но эти усилия спасти её только подлили масла в огонь.». По словам Фредро, Чарторыйский влюбился в 18-летнюю девушку, и они оба пытались сопротивляться своему чувству, а Александр же, наоборот, подначивал своего друга: «Упрекая великого князя в неверности жене, указывая ему на опасности, которыми тот окружал её, он [Чарторыйский] слышал в ответ только скверные шуточки и советы не стесняться. (…) Всем известно, что великая княгиня оступилась. Но сколько было причин пожалеть её, простить и остаться так же преданной ей, как и моя мать!».
После более чем пяти лет бездетного брака великая княгиня Елизавета Алексеевна 29 мая 1799 года родила дочь, названную в честь бабушки, — великую княжну Марию Александровну. В её честь в городе была «пушечная пальба» из 201 выстрела. На крещении Павел I в разговоре со статс-дамой Ливен заметил: «Сударыня, возможно ли, чтобы у мужа блондина и блондинки родился тёмненький младенец?» На что последняя ответила: «Государь, Бог всемогущ!». По другой версии, подозрения у Павла насчёт верности Елизаветы мужу вызвала императрица Мария Фёдоровна. Головина по этому поводу писала: «Граф Толстой, который, казалось, искренне интересовался этим событием, убедился из намёков Государя, что его мнение относительно чистоты поведения Великой Княгини поколебалось. Тогда Толстой предложил раскрыть всю эту интригу, и вот как передавал он потом, что будто бы он узнал от Кутайсова. В тот момент, когда Императрица принесла маленькую Великую Княжну к Императору, в кабинете были он, Кутайсов и граф Ростопчин. Императрица обратила внимание Императора на ту странность, что Великая княжна была брюнеткой, тогда как Великий Князь Александр и Великая Княгиня Елизавета оба были блондины. Когда она вышла, Император остался вдвоём с графом Ростопчиным, и последний, выйдя из кабинета его величества, распорядился, чтобы приготовили приказ о назначении и отъезде князя Чарторыйского». Как бы там ни было, но Н. К. Шильдер писал, что после того, как родилась великая княжна Мария Александровна, отношения императрицы Марии Фёдоровны и великой княгини Елизаветы Алексеевны ещё более обострились, а письма на имя великой княгини велено было перлюстрировать. Недоброжелатели Елизаветы смогли возбудить в уме Павла подозрения против невестки, путём клеветы и обмана. Александр же напротив был удивлён: «Великий князь, узнав эту новость, был как громом поражён. Он был не столь легкомыслен, чтобы равнодушно взирать на явный и почти публичный позор. Но он не мог поверить, что скандал действительно разразился, и был уверен в честном поведении того, кому сам же давал лукавые советы. Уверенность его была столь полной, что он отправился к великой княгине, нашёл её весьма опечаленной, и оба они долго гадали о том, что могло быть причиной такой стремительной развязки», — пишет Фредро. 12 августа 1799 года гофмейстера Чарторыйского немедленно назначают министром короля Сардинского, и уже 23 августа того же года он срочно выезжает из Петербурга в Турин.
Оскорблённая подозрениями и императорской немилостью, Елизавета замкнулась в пределах детской комнаты и своих апартаментов, стараясь как можно меньше принимать участия в делах двора и большого света. Она чувствовала себя одинокой, никому не нужной в царской семье. По словам современников, «печать ранней грусти легла на её образ». Все её интересы отныне заключались в «мышке», как она звала дочь. Отныне вести о ней занимают в её письмах к матери главенствующее место: «Моя малышка Мари, наконец, имеет зуб, одни утверждают, что глазной, другие — что это один из первых резцов. Всё, что знаю я, — это то, что дети начинают обычно не с передних зубов. Однако она почти не болела, сейчас, кажется, появляется второй. Это такая славная девочка: даже если ей нездоровится, об этом нельзя догадаться по её настроению. Только бы она сохранила этот характер!» Однако материнское счастье великой княгини было недолгим. 8 июля 1800 года, прожив всего лишь тринадцать месяцев, великая княжна Мария Александровна скончалась. Государь был огорчён этим и испугался того, как подействовало горе на Елизавету: «она почти не плакала, и Государь очень беспокоился об ней».

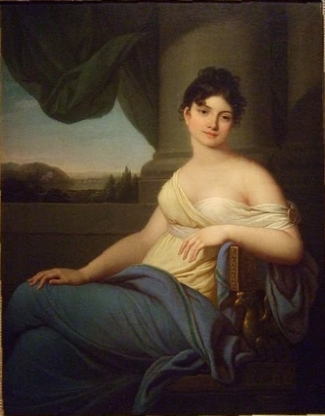
Мария Антоновна Нарышкина. Худ. И. М. Грасси, 1807 г.

Смерть дочери ненадолго сблизила Елизавету с мужем, однако позже оттолкнула ещё больше. Александр увлёкся полькой Марией Нарышкиной, по оценкам современников, имевшей необыкновенную красоту и грацию. Поэт Державин описывал любовницу императора так: «Чёрными очей огнями, грудью пышною своей она чувствует, вздыхает, нежная видна душа, и сама того не знает, чем всех больше хороша»; а портретистка Виже-Лебрен писала: «Она была восхитительно красива, танцевала с совершенным изяществом и вскоре покорила Александра… Черты её лица были правильны, совершенно греческие, тонкая и гибкая фигура приковывала к себе все взгляды, однако, с моей точки зрения, ей недоставало того очарования, которым обладала Елизавета». Этот роман сделает впоследствии Елизавету Алексеевну на целых пятнадцать лет «соломенной вдовой». Мария Антоновна стала не просто фавориткой — фактически второй женой императора Александра. Для приличия её выдали замуж за Дмитрия Львовича Нарышкина, которого вскоре стали называть главой «ордена рогоносцев»: все знали об отношениях его жены и государя. К тому же через несколько лет она родит ему троих детей (см. Список внебрачных детей Александра I). Впрочем, кто был их отцом, Нарышкина и сама толком не знала. Две её дочери умерли в младенчестве, третья, Софья, которую Александр горячо любил, — накануне восемнадцатилетия. Мария Фёдоровна, защищая сына, обвиняла во всем саму Елизавету Алексеевну: «Она сама виновата. Она могла бы устранить эту связь и даже сейчас ещё могла бы вернуть своего мужа, если бы захотела примениться к нему, а она сердилась на него, когда он приближался, чтобы поцеловать или приласкать её… Конечно, она очень умна, но недостаток её в том, что она очень непостоянна и холодна, как лёд.» Такого же мнения были и некоторые приближённые. В записках фрейлины Роксаны Эдлинг, известной своим пристрастием к Александру Павловичу, есть такие слова: «… будь поменьше гордости, побольше мягкости и простоты, и государыня легко бы взяла верх над своей соперницей, но, привыкнув к обожанию, императрица не могла примириться с мыслью, что ей нужно изыскивать средства, чтобы угодить супругу». Того же мнения была и графиня София Шуазель-Гуффье, искренне привязанная к Елизавете Алексеевне: «Быть может, также гордость более постоянного сердца, оскорблённого в самых своих нежных привязанностях, не позволила Елизавете воспользоваться для привлечения охладевшего супруга всеми средствами, которые мог подсказать ей холодный разум». О главной фаворитке мужа Елизавета Алексеевна предпочитала не говорить, но в одном из писем к матери Елизавета писала: «… для такого поступка надо обладать бесстыдством, какого я и вообразить не могла. Это произошло на балу… я говорила с ней, как со всеми прочими, спросила о её здоровье, она пожаловалась на недомогание: „По-моему, я беременна“… Она прекрасно знала, что мне небезызвестно, от кого она могла быть беременна. Я не знаю, что от этого произойдёт и чем всё закончится!»

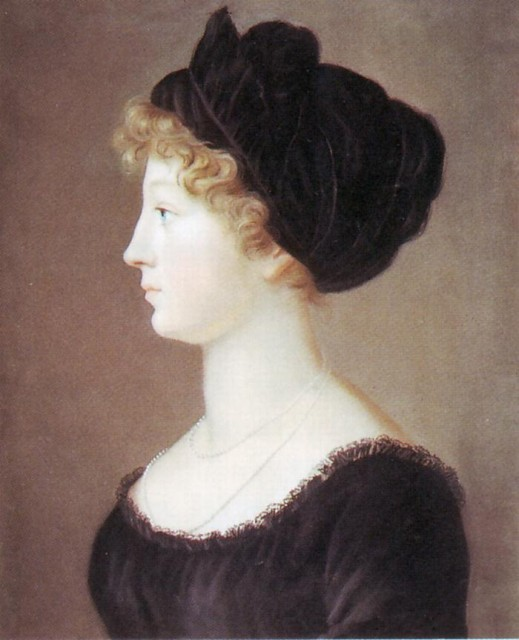
Великая княгиня Елизавета Алексеевна. Худ. Я. Орт, 1800—1801 гг.

Несмотря на холодность в отношениях супругов, Александр в трудные минуты всегда прибегал к помощи и поддержке жены, поскольку знал и сильный характер Елизаветы, и её нравственную чистоту. Она же писала матери: «Как только я чувствую, что ему грозит опасность, я вновь приникаю к нему со всем жаром, на который способно моё сердце». В ночь убийства Павла Елизавета Алексеевна оставалась чуть ли не единственной, кто сохранял холодность рассудка, твёрдость характера и силу духа. На протяжении всей ночи 12 марта 1801 года она оставалась рядом с мужем и оказывала ему сильнейшую моральную поддержку, лишь иногда отлучаясь по просьбам Александра, чтобы проверить состояние его матери Марии Фёдоровны.

### Российская императрица

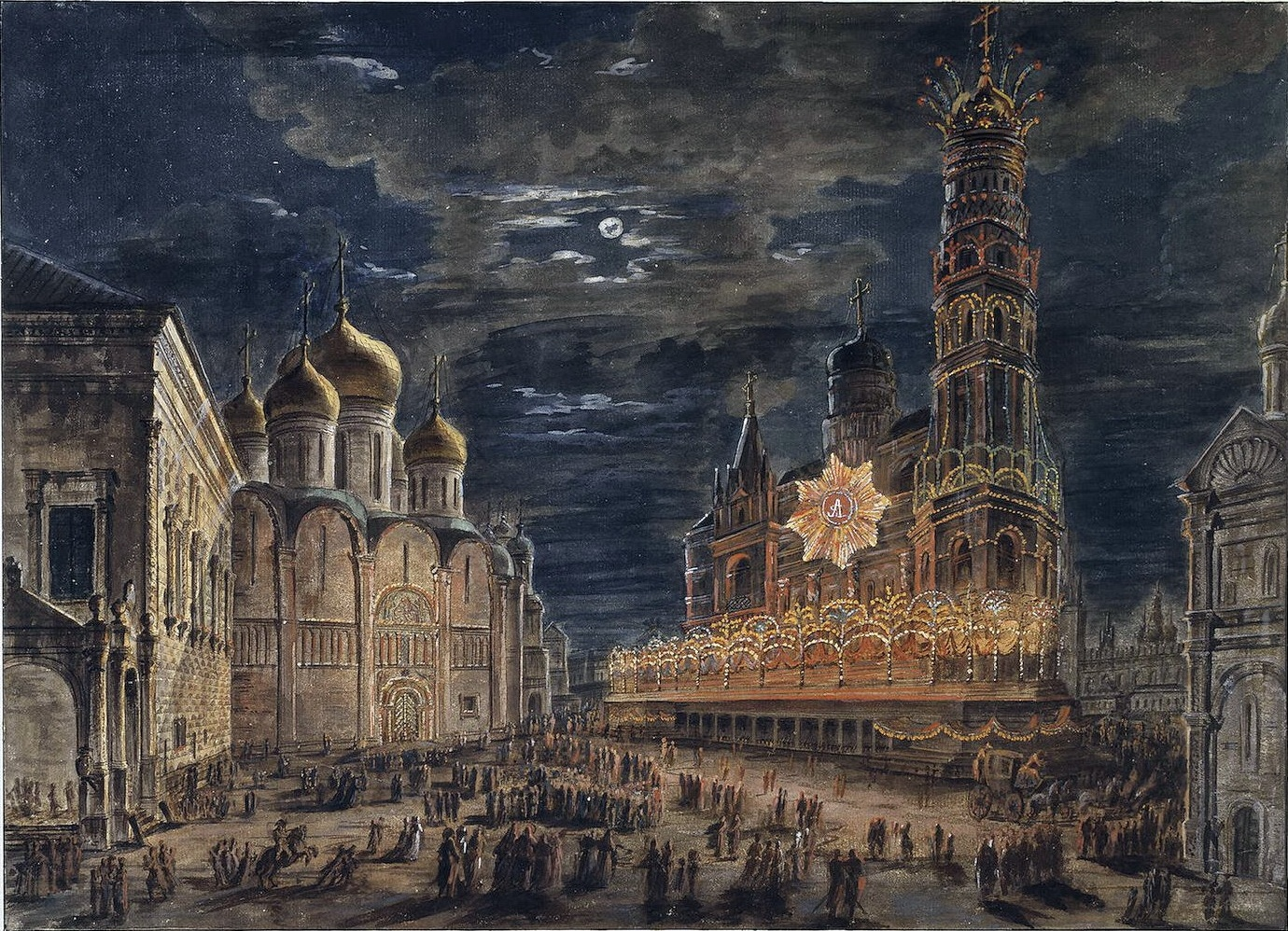
Иллюминация на Соборной площади в честь коронации императора Александра I

Венчание на царство совершилось в воскресенье 15 сентября 1801 года в Успенском соборе Московского Кремля. Супруги были коронованы, как и четыре года назад Павел I, митрополитом Платоном; было использовано то же чинопоследование коронования, что и при Павле, однако императрица Елизавета Алексеевна «при короновании своём не становилась пред своим супругом на колени, а стоя приняла на свою голову корону». Впервые праздник для народа устроили за городом — на Сокольническом поле. По случаю коронации великолепные балы были даны в Московском дворянском собрании и в Слободском дворце, куда на маскарад собралось более пятнадцати тысяч человек. Однако, по общему признанию, самым роскошным стало празднество у графа Шереметева на его даче в Останкине, куда пригласили лишь самых знатных особ по билетам. Манифест о короновании даровал народу ряд милостей, в том числе широкую амнистию и щедрую благотворительность.
Первые годы правления Александра стали радостными не только для России, но и для самой Елизаветы. После долгих лет разлуки в Петербург из Бадена приехали её родители, две сестры и брат. Зимние месяцы проходили в приёмах, летом они жили на Каменном острове, временно переезжали в Павловск, Петергоф, а то в Красное Село, на манёвры. Осенью жили в Таврическом дворце.
В императорской семье Елизавета была оттеснена на второй план свекровью — вдовствующей императрицей Марией Фёдоровной, имевшей воздействие на сына-императора, который чувствовал вину за смерть отца. «Тогдашним обществом правила вдовствующая императрица Мария Фёдоровна, пример всех семейных и общественных добродетелей, „жена сильная“, о коей гласит Святое Писание, в преклонных летах ещё блиставшая величественною красотою; пышность истинно царскую умевшая сочетать с бережливостью истинно народолюбивою. В тихом величии скромно стояла близ неё Елизавета Алексеевна, и этому бессильному божеству тем не менее усердно воссылались молитвы», — так пишет о русском дворе Вигель в «Записках».

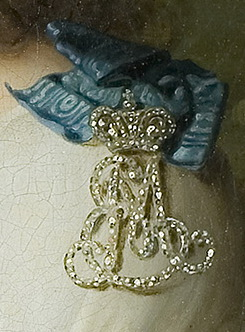
Фрейлинский шифр, представляющий монограммы Елизаветы Алексеевны и Марии Фёдоровны. Фрагмент картины В. Л. Боровиковского

По словам великого князя Николая Михайловича, биографа императрицы, «как и Александр, Елизавета ненавидела всякий этикет и церемонию; она любила жить просто и тогда получала полное удовлетворение». Елизавета Алексеевна активно занялась благотворительностью, взяла под своё покровительство сиротский приют и несколько школ в Петербурге. Особое внимание она уделяла Царскосельскому лицею.
Одна из масонских лож была основана с разрешения государя и названа в честь молодой императрицы «Елизавета к добродетели». «Елизаветинские масоны» носили звезду с вензелем императрицы, ложа славилась щедрой благотворительностью.

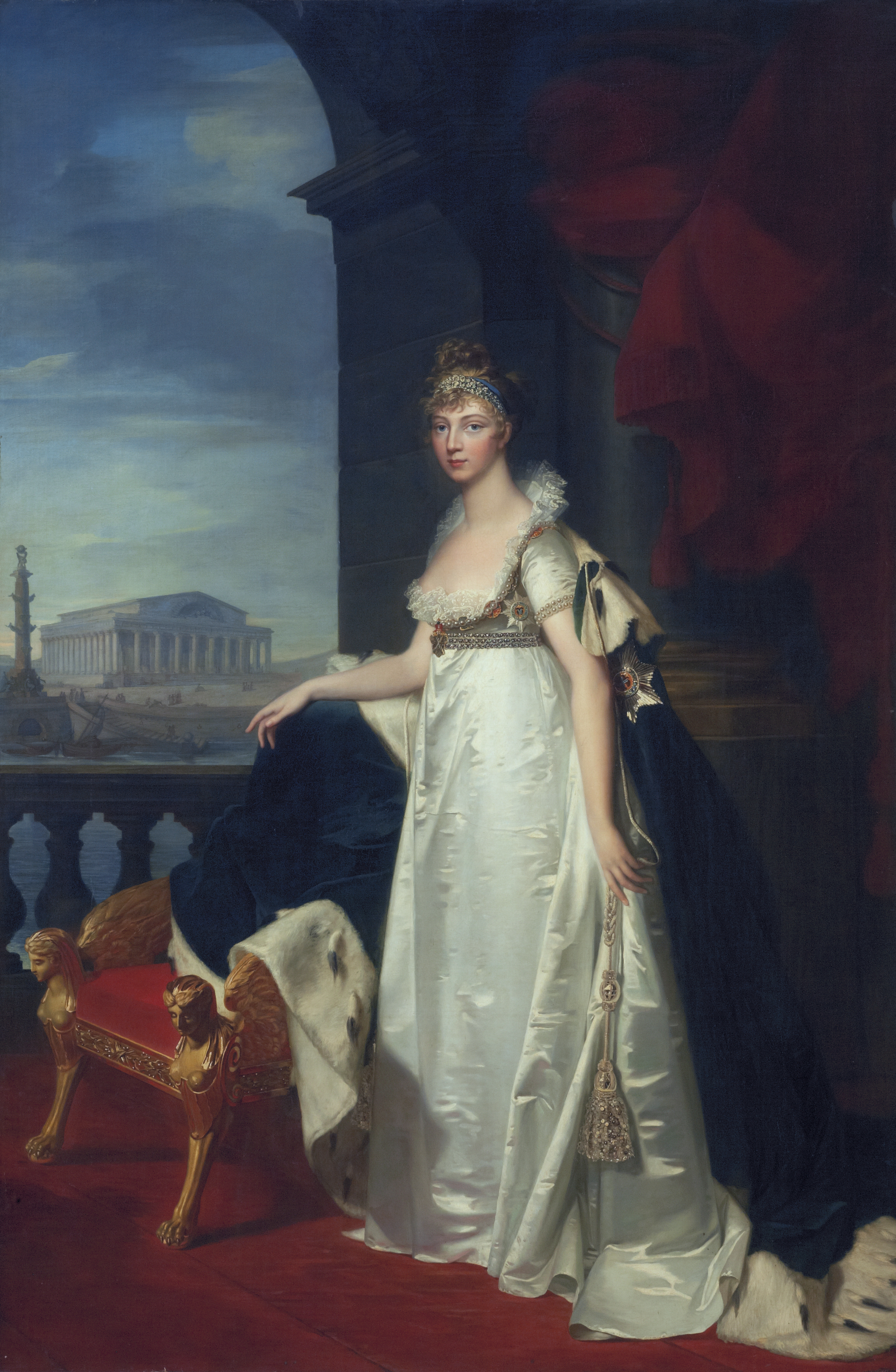
Парадный портрет императрицы Елизаветы Алексеевны. Худ. Л. Ж. Монье, 1805 г.

#### Алексей Охотников
В это время в Европе началась война с Наполеоном. Втянутый австрийцами в войну, Александр покинул Санкт-Петербург и уехал к действующей армии. Одинокая Елизавета Алексеевна, ещё молодая и красивая, около 1803 года знакомится с Алексеем Охотниковым. Историк Кавалергардского полка С. А. Панчулидзев писал: «Муж — высокопоставленное лицо — невзирая на красоту, молодость и любовь к нему своей жены, часто изменял ей. Ко времени ея сближения с Охотниковым она была окончательно покинута своим мужем, который открыто ухаживал, даже в ея присутствии, за одной дамой того же круга. Про эту связь говорил весь Петербург. Иные не находили в том удивительного, считая забытую жену за слишком серьёзную и скучную, и вполне оправдывали легкомысленность мужа; другие смотрели с сожалением на молодую женщину, переносившую с достоинством это тяжёлое и незаслуженное оскорбление. Между таковыми был и Охотников. Чувство Охотникова возросло от сознания, что оно никогда не встретит взаимности, так как в Петербурге все говорили о неприступности молодой женщины и любви её к своему мужу. Но, вероятно, последняя измена переполнила чашу терпения молодой женщины. И, покинутая, одинокая, она невольно заметила взгляды молодого офицера. В них она прочла глубоко скрытое чувство любви и сожаления к ней; видя эту симпатию к её несчастию, она сама увлеклась. Любовь их продолжалась два года».

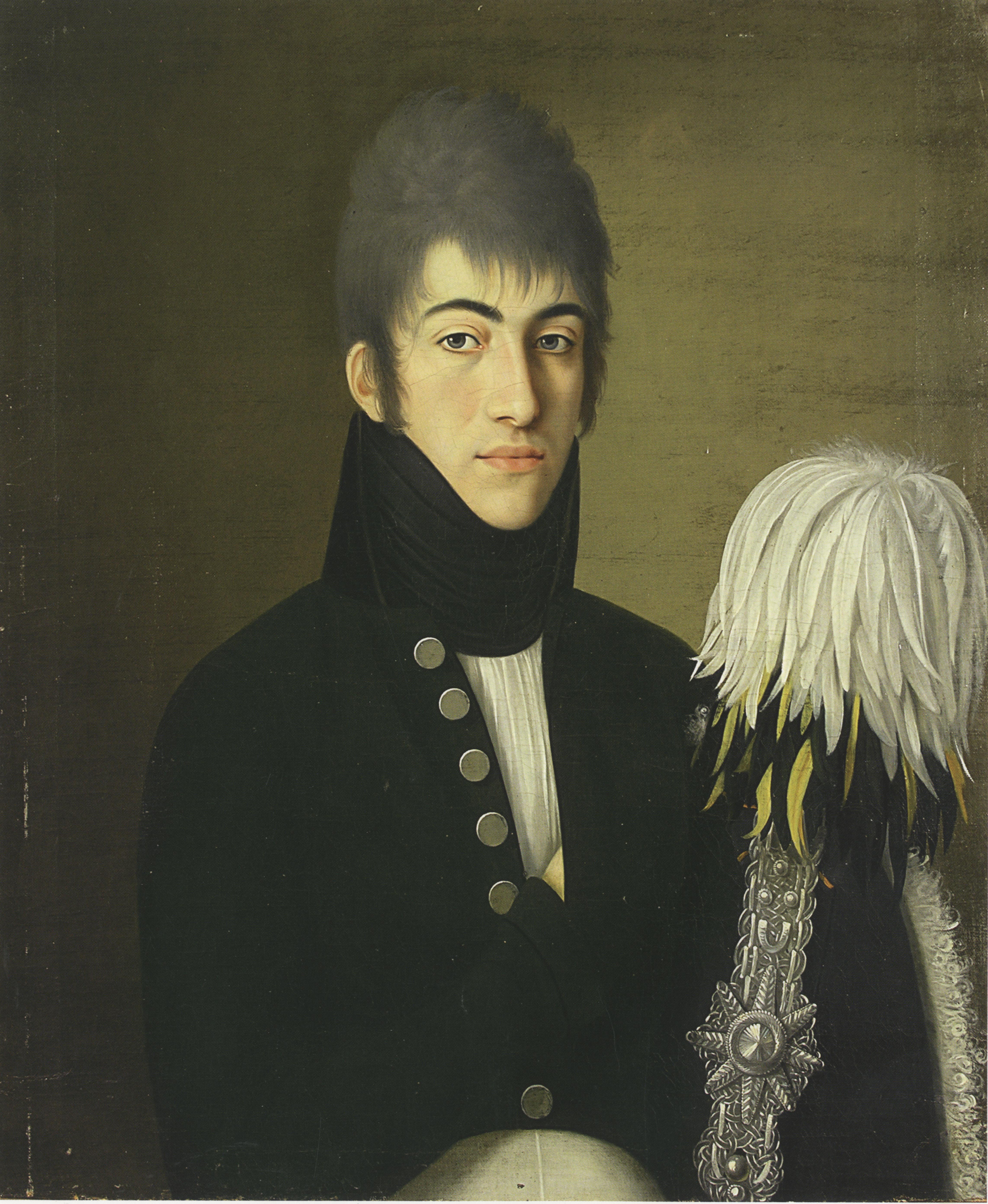
Алексей Охотников. Неизвестный художник

Какое-то время отношения Елизаветы со штаб-ротмистром не переходили границу писем, но потом их охватил бурный роман. Каждый вечер они тайно встречались. Алексей Охотников писал своей возлюбленной: «Не беспокойся, часовой меня не видел, однако я поломал цветы под твоим окном»; «Если я тебя чем-то обидел, прости — когда страсть увлекает тебя целиком, мечтаешь, что женщина уступила бы нашим желаниям, отдала всё, что более ценно, чем сама жизнь». Но 4 октября 1806 года кавалергард был смертельно ранен наёмным убийцей при выходе из императорского театра после оперы Глюка «Ифигения в Тавриде», представляемой в честь императрицы. В обществе не сомневались, что убийца был нанят по приказу наследника престола великого князя Константина Павловича, действовавшего по наущению вдовствующей императрицы. Однако авторы статьи «Дневник императрицы Елизаветы Алексеевны» Е. Э. Лямина и О. В. Эдельман высказывают сомнения по поводу этой истории и указывают, что скорей всего, кавалергард Охотников умер от туберкулёза, который сам же он назвал причиной отставки по собственному желанию в своём прошении. В эти дни Елизавета Алексеевна была на девятом месяце беременности и, скорее всего, от него.
Презрев светские условности, императрица примчалась к одру возлюбленного и провела с ним последние часы. Когда кавалергард умер, по некоторым указаниям, проболев 4 месяца, Елизавета Алексеевна остригла локоны и положила их в гроб несчастного.
Охотникова похоронили на Лазаревском кладбище, и Елизавета Алексеевна на собственные средства поставила на могиле памятник — рыдающую над урной женщину и рядом разбитое молнией дерево. Известно, что она неоднократно приезжала на могилу Алексея Яковлевича. 15 ноября 1806 года Елизавета родила дочь, которую назвали в её честь. Александр ребёнка признал, однако говорили, что император очень обрадовался узнав, что это девочка.
Об отцовстве Охотникова и о том, что Елизавета призналась мужу, и тот согласился признать ребёнка своим, свидетельствует секретарь императрицы Марии Фёдоровны Вилламов: «Она (Мария Фёдоровна) расспросила меня о городских новостях и о том, что говорят об Императрице Елисавете. Услышав в ответ, что я не слышал ничего кроме хорошего, она призналась, что двое детей Императрицы Елисаветы были не от Императора; … что Елисавета была в интимной связи с офицером из кавалергардов Охотниковым, что этот человек, по слухам очень красивый, умер во время родов Императрицы и что именно из-за этого ей было так плохо; … что во время обряда крещения Император признался, что чувствовал себя весьма двусмысленно; что поначалу он проявил мало внимания к новорождённому ребёнку, но обрадовался, что это была девочка; что Императрица Елисавета, признавшись Императору в своей беременности, решила уйти, что Император проявил по отношению к ней максимум благородства;… что Император очень несчастен, так как весь мир сваливает всю вину на него, не зная истинного положения вещей».
Дочь императрицы, великая княжна Елизавета Александровна, которую мать ласково называла «котёночек», стала предметом её страстной любви и постоянным занятием. Её уединённая жизнь стала счастьем для неё. Как только она вставала, она шла к своему ребёнку и почти не расставалась с ним по целым дням. Если ей случалось не быть дома вечером, никогда она не забывала, возвращаясь, зайти поцеловать ребёнка. Но счастье продолжалось только восемнадцать месяцев. У княжны очень трудно резались зубы. И. П. Франк, доктор его Величества, не сумел вылечить её. Он стал давать ей укрепляющие средства, что только увеличивало раздражение. У княжны произошли судороги. Был созван весь факультет, но никакие средства не могли её спасти. 12 мая 1808 года девочка умерла. Горе Елизаветы Алексеевны было безмерно. Никогда ещё не чувствовала она себя такой одинокой, как в эти дни. Любимым занятием Елизаветы Алексеевны стало посещение могил детей в Александро-Невской лавре.

#### Отечественная война 1812 года

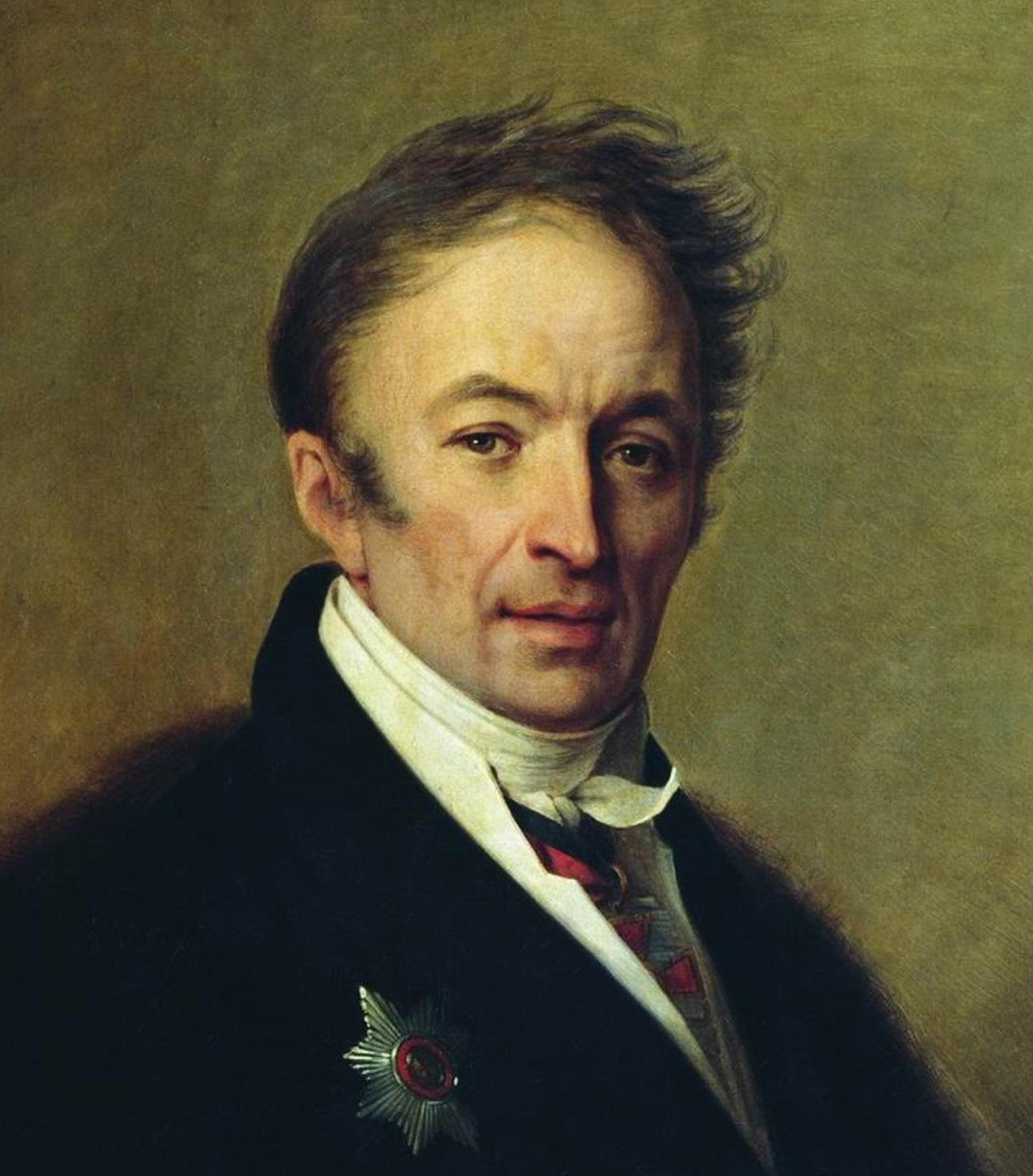
Николай Михайлович Карамзин. Худ. А. Г. Венецианов, 1828 г.

После смерти великой княжны Елизаветы Александровны императрица уезжает из Зимнего дворца. В своих письмах к матери часто пишет о том, что жить ей больше незачем. Отечественная война 1812 года заставляет её прийти в себя после пятилетнего оцепенения. Елизавета Алексеевна всеми силами пыталась поддержать впавшего в отчаяние Александра. В одном из писем к матери императрица пишет: «Чем успешнее Наполеон станет продвигаться вперёд, тем меньше ему придётся рассчитывать на примирение… Каждый сделанный им шаг по безбрежной России приближает его к пропасти. Посмотрим, как ему удастся перенести здешнюю зиму». В результате кампании 1812 года войска Наполеона были разбиты.

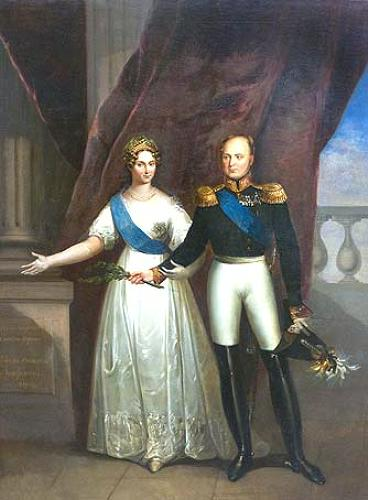
Мир Европы (Александр I и Елизавета Алексеевна). Неизвестный художник, 1815 г.

При отъезде императора Александра в армию, в начале 1813 года, Елизавета Алексеевна желала сопутствовать ему, но трудности похода заставили её довольствоваться следованием за ним в некотором расстоянии.
Во время поездки императрицы в декабре 1813 — феврале 1814 года она буквально купалась в славе мужа, её восторженно встречали русские воины, соотечественники-немцы. На долю ни одной из русских императриц не выпало столько славы, сколько получила Елизавета в эти годы. Ей поклонялась и рукоплескала вся Европа после победы над Францией, над императором Наполеоном. В Берлине в её честь выпустили монетки-жетоны, которыми осыпали улицы по пути её следования, ей писали стихи, в её честь воздвигали триумфальные арки. «Самое дорогое украшение Востока появляется, чтобы порадовать страны Западной Европы» — такие слова были написаны на транспаранте при въезде императрицы Елизаветы в Кёнигсберг.
27 сентября 1814 года императрица Елизавета въезжала в столицу Австрии. Вместе с австрийской императорской четой Александр Павлович выехал встретить жену в Шёнбруннский дворец. В Вену две монаршие семейные пары въезжали в открытой государственной карете. Императрица российская сидела бок о бок с императрицей австрийской. В честь приезда русской императрицы на пути следования кареты к императорскому дворцу был выстроен почётный караул. Звучала музыка военного оркестра. Тысячи венцев высыпали на улицы посмотреть на жену русского царя и поприветствовать её. Комнаты для Елизаветы были подготовлены в императорской резиденции.
В Санкт-Петербурге Елизавета Алексеевна никак не могла смириться с тем, что происходит с Александром Павловичем. Он всё чаще стал опасаться той же участи, что повергла его отца. Александр начал «слабеть душевно» и после смерти своей любимой дочери Софии, которая умерла незадолго до своего восемнадцатилетия. После 1814 года царь довольно быстро теряет популярность внутри страны. Император порывает со своей любовницей Нарышкиной и погружается в мистические искания. Именно в это время Александр I снова сходится со своей женой. Немалую роль сыграл в этом всегда крайне тепло относившийся к Елизавете Карамзин. Николай Михайлович категорически заявляет Александру, что тот должен завершить своё царствование истинно благим делом, — примирением с супругой.

### Дети
В браке родились две дочери:
- Мария Александровна (18 (29) мая 1799, Царское Село — 27 июля (8 августа) 1800[13], Царское Село, похоронена в Благовещенской церкви Александро-Невской лавры 31 июля (12 августа) 1800);
- Елизавета Александровна (3 (15) ноября 1806, Санкт-Петербург — 30 апреля (12 мая) 1808, Санкт-Петербург, похоронена в Благовещенской церкви Александро-Невской лавры).

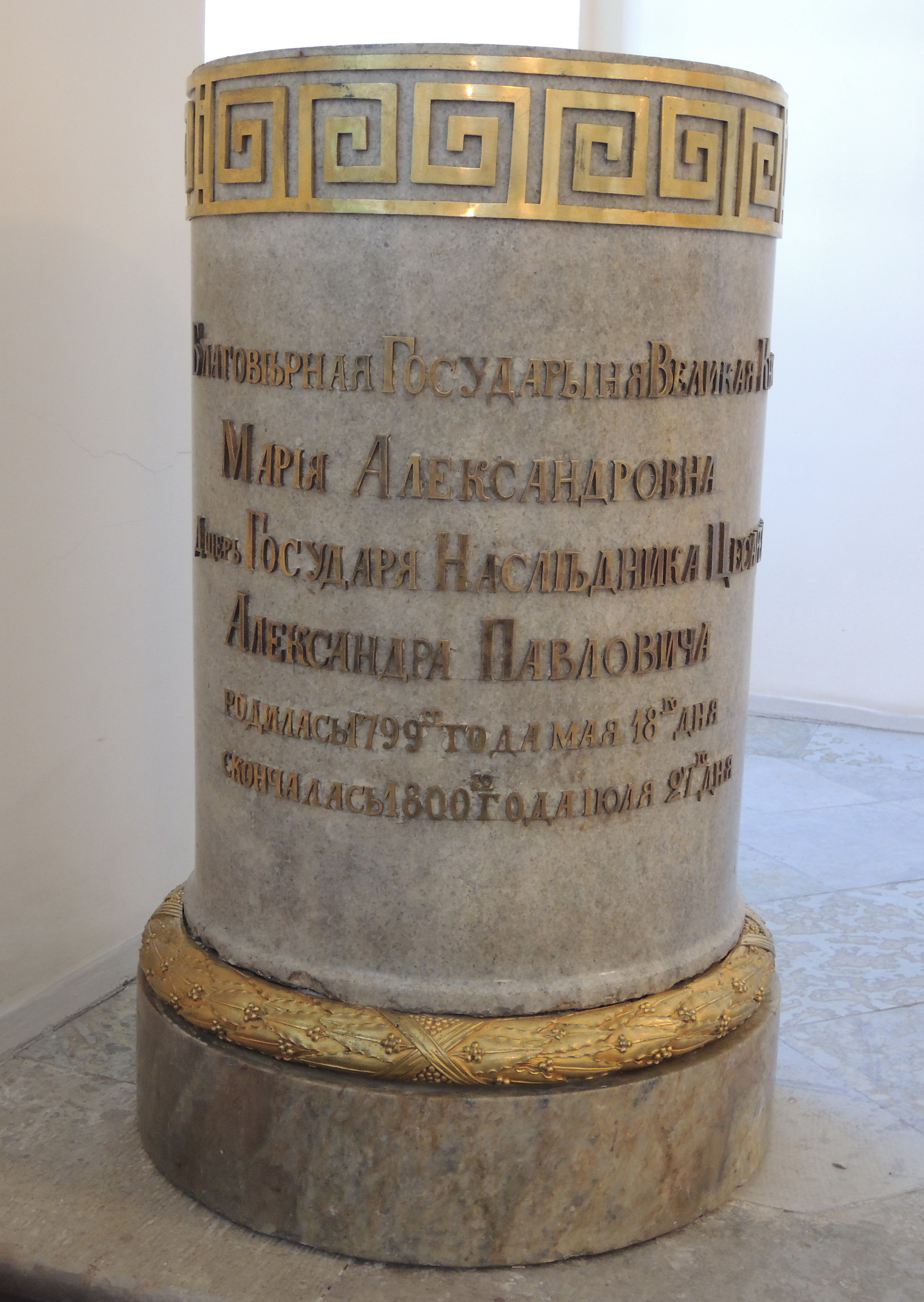
Надгробие вел. кн. Марии Александровны
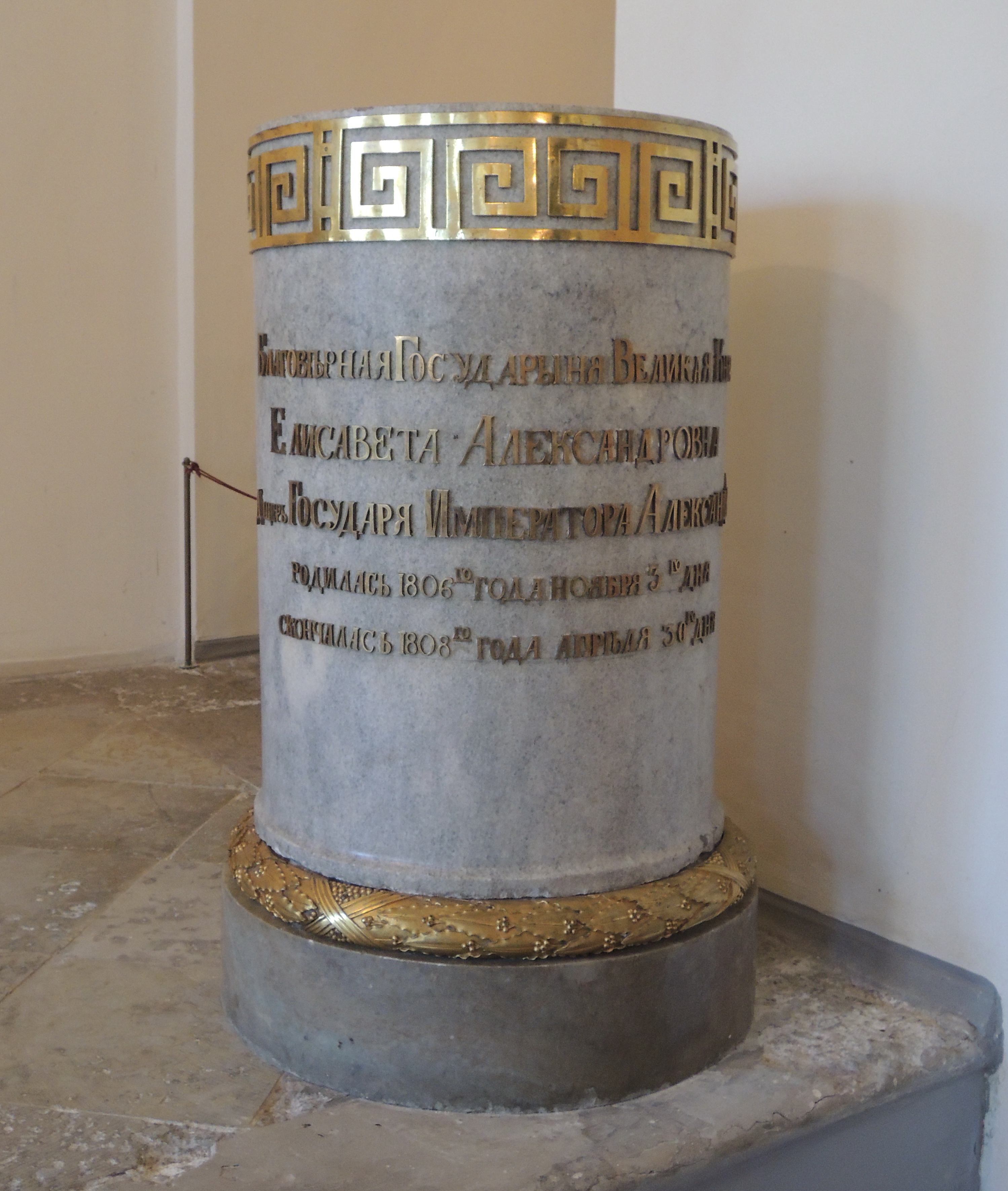
Надгробие вел. кн. Елизаветы Александровны

Г. Р. Державин на рождение великой княжны Марии Александровны, старшей дочери императора Александра I, написал стихотворение «Рождение Любви». Варвара Миклашевич также написала оду на рождение Елизаветы Александровны, которая сохранилась в бумагах Державина.
Несмотря на то, что дочери Елизаветы Алексеевны были признаны Александром, отцовство обеих считалось сомнительным. Отцом старшей дочери Марии считался Адам Чарторыйский, младшей дочери Елизаветы — Алексей Охотников. Примечательно, что обе девочки похоронены не в главной императорской усыпальнице — Петропавловском соборе, а в Благовещенской церкви — «второстепенной» усыпальнице, где ранее была погребена другая «сомнительная» великая княжна — Анна Петровна (дочь Екатерины II).

### Последние годы жизни
Елизавета Алексеевна никогда не отличалась хорошим здоровьем, особенно после смерти второй дочери, но в 1825 году её состояние обострилось. Всё больше императрицу стали мучить проблемы с нервами и лёгкими. Врачи советовали сменить ей климат и уехать в Италию, славившуюся благоприятном климатом. Но Елизавета категорически отказалась покидать Россию, и для лечения был выбран Таганрог. Первым выезжал из столицы Александр, чтобы на месте убедиться в сделанных приготовлениях. Император очень беспокоился о том, как перенесёт путешествие больная, и ежедневно посылал ей трогательные и задушевные письма и записки. Он внимательно следил за приготовлением апартаментов, расставлял в комнатах мебель и вбивал в стены гвозди для картин.

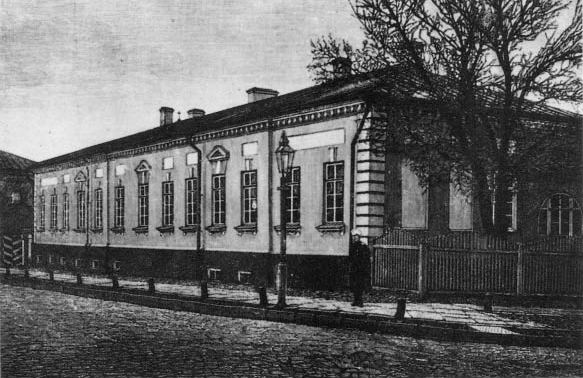
Дом, в котором поселились августейшие супруги по приезде в Таганрог

Елизавета Алексеевна была счастлива уехать из Петербурга и оказаться наедине с мужем, вдали от гнетущей её суеты двора и постоянных интриг вдовствующей императрицы. Кортеж Елизаветы Алексеевны двигался с частыми остановками, и в Таганрог она прибыла 23 сентября 1825 года. Александр встречал жену за городом.
Потом они заехали в греческий Александровский монастырь, где их ожидало духовенство и почти все жители города. Прослушав службу, супруги направились в приготовленный для них особняк. «Затем жизнь пошла совсем помещичья, без всякого церемониала и этикета, — пишет великий князь Николай Михайлович, изучавший жизнь Александра Павловича и его жены — Их Величества делали частые экскурсии в экипаже, вдвоём, по окрестностям, оба восхищались видом моря и наслаждались уединением. Государь совершал, кроме того, ежедневные прогулки пешком; трапезы тоже обыкновенно происходили без лиц свиты, словом, всё время протекало так, что супруги оставались часами вместе и могли непринуждённо беседовать между собой, так, как это было им приятно. Казалось, наступила пора вторичного lune de miel, и все окружающие были поражены таким отношением между супругами, какого никому из лиц свиты, кроме старых врачей, Виллие и Стофрегену, и князя Пётра Михайловича Волконского, не привелось раньше наблюдать. И Александр, и Елизавета наслаждались таким образом жизнью и только сожалели, что не приходилось им до этого так проводить время в загородных дворцах и дачах окрестностей Петербурга».

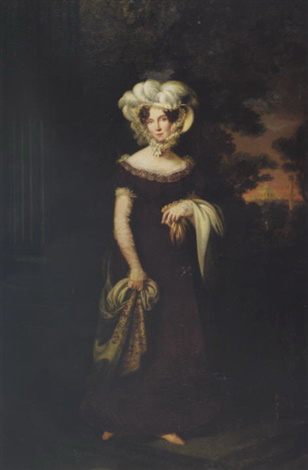
Елизавета Алексеевна
(худ. Эрнест Готтхильф Боссе)

Как только здоровье Елизаветы немного улучшилось, Александр принял решения посетить южные губернии и Крым. В Севастополе император сильно простудился. В ночь с 27 на 28 октября 1825 года Александр Павлович почувствовал жар и озноб. Только 5 ноября император возвращается обратно к жене в Таганрог. «Я чувствую маленькую лихорадку, которую схватил в Крыму, несмотря на прекрасный климат, который нам так восхваляли. Я более чем когда-либо уверен, что, избрав Таганрог местопребыванием для моей жены, мы поступили в высшей степени благоразумно», — говорил Александр Елизавете Алексеевне и врачам. Однако в ту же ночь ему стало хуже.
Лейб-медик Яков Виллие записал в своём дневнике о здоровье его величества так: «Ночь провёл дурно. Отказ принимать лекарство. Он приводит меня в отчаяние. Страшусь, что такое упорство не имело бы когда-нибудь дурных последствий». На следующий день лейб-медик измерял пульс, смотрел язык, после чего диагностировал лихорадку — уникальный диагноз, подразумевающий, по меркам нынешней медицины, несколько десятков самых серьёзных недугов. Виллие пишет: «Эта лихорадка, очевидно, это гнилая отрыжка, это воспаление в стороне печени…». Александра с трудом уговаривали принимать слабительные пилюли. Весь следующий день Александр был весел и любезен с окружающими. Но уже утром 8 ноября последовал новый приступ. Елизавета Алексеевна была близка к панике. В письме к матери чувствуется полная обречённость перед новым ударом судьбы: «Где же убежище в этой жизни? Когда думаешь, что всё устроилось к лучшему и можешь насладиться им, является неожиданное испытание, лишающее возможности воспользоваться тем добром, которое окружает нас. Это не ропот — Бог читает в моём сердце, — это лишь наблюдение, тысячу раз сделанное и теперь в тысячный раз подтверждаемое событиями».

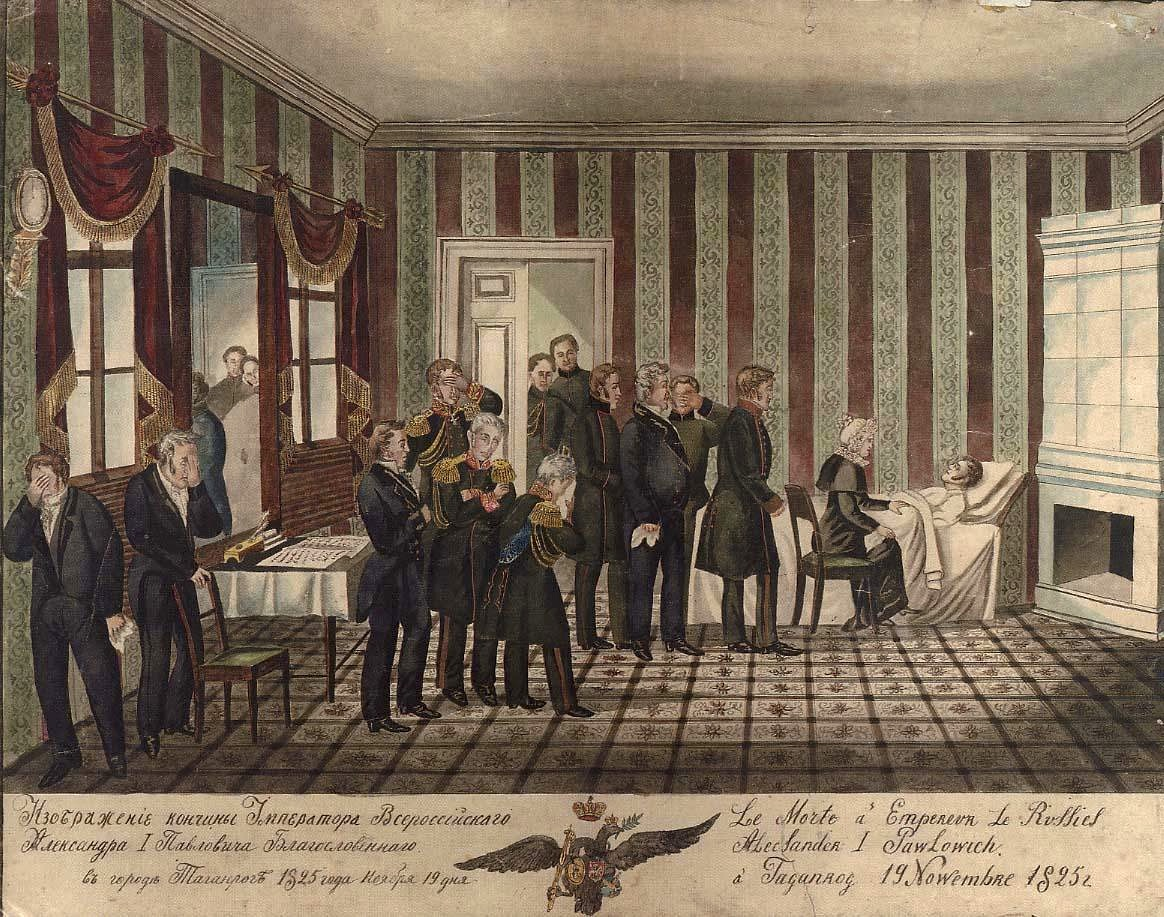
Смерть Александра I (литография XIX века)

Несколько дней император отказывался от всех лекарств. «Когда я ему говорил о кровопускании и слабительном, он приходил в бешенство и не удостаивал говорить со мною», — писал в дневнике Виллие. Иногда казалось, что он действительно справлялся с недугом. 11 ноября Елизавета Алексеевна записала: «Около пяти часов я послала за Виллие и спросила его, как обстоит дело. Виллие был весел, он сказал мне, что у него жар, но что я должна войти, что он не в таком состоянии, как накануне». Однако уже 13 ноября у Александра появилась резкая сонливость и заторможенность. На следующий день он попробовал встать, но силы оставили его, и царь потерял сознание. Придя в себя, государь высказал последнее желание: «Я хочу исповедоваться и приобщиться Святых Тайн. Прошу исповедовать меня не как императора, но как простого мирянина. Извольте начинать, я готов приступить к Святому Таинству». После принятия таинства сказал, обращаясь к Елизавете Алексеевне: «Я никогда не испытывал большего наслаждения и очень благодарен вам за него».
Елизавета, стоя на коленях, вместе со священнослужителями умоляли его не отказываться от лечения, сказав, что такое пренебрежение своим здоровьем равносильно самоубийству. И только тогда император разрешил врачам приступить к лечению: «Теперь, господа, ваше дело; употребите ваши средства, какие вы находите для меня нужными». Врачи прибегли к популярному в то время средству лечения лихорадки: за уши поставили 35 пиявок, которые оттянули немало крови, но облегчения страданий не принесли. 18 ноября Виллие пишет: «Ни малейшей надежды спасти моего обожаемого повелителя. Я предупредил императрицу и князя Волконского и Дибича, которые находились — первый у себя, а последний у камердинеров». Всю ночь у больного был сильнейший жар. Елизавета Алексеевна не отходила от постели умирающего, держа его за руки. Последние сутки император почти не приходил в сознание. В четверг 19 ноября (1 декабря) 1825 года началась агония. Дыхание стало тяжелее.
В три четверти одиннадцатого император Александр I умер. Ему было 47 лет. Елизавета Алексеевна опустилась на колени и долго молилась сквозь слёзы. Потом перекрестила императора, поцеловала его и закрыла ему глаза.

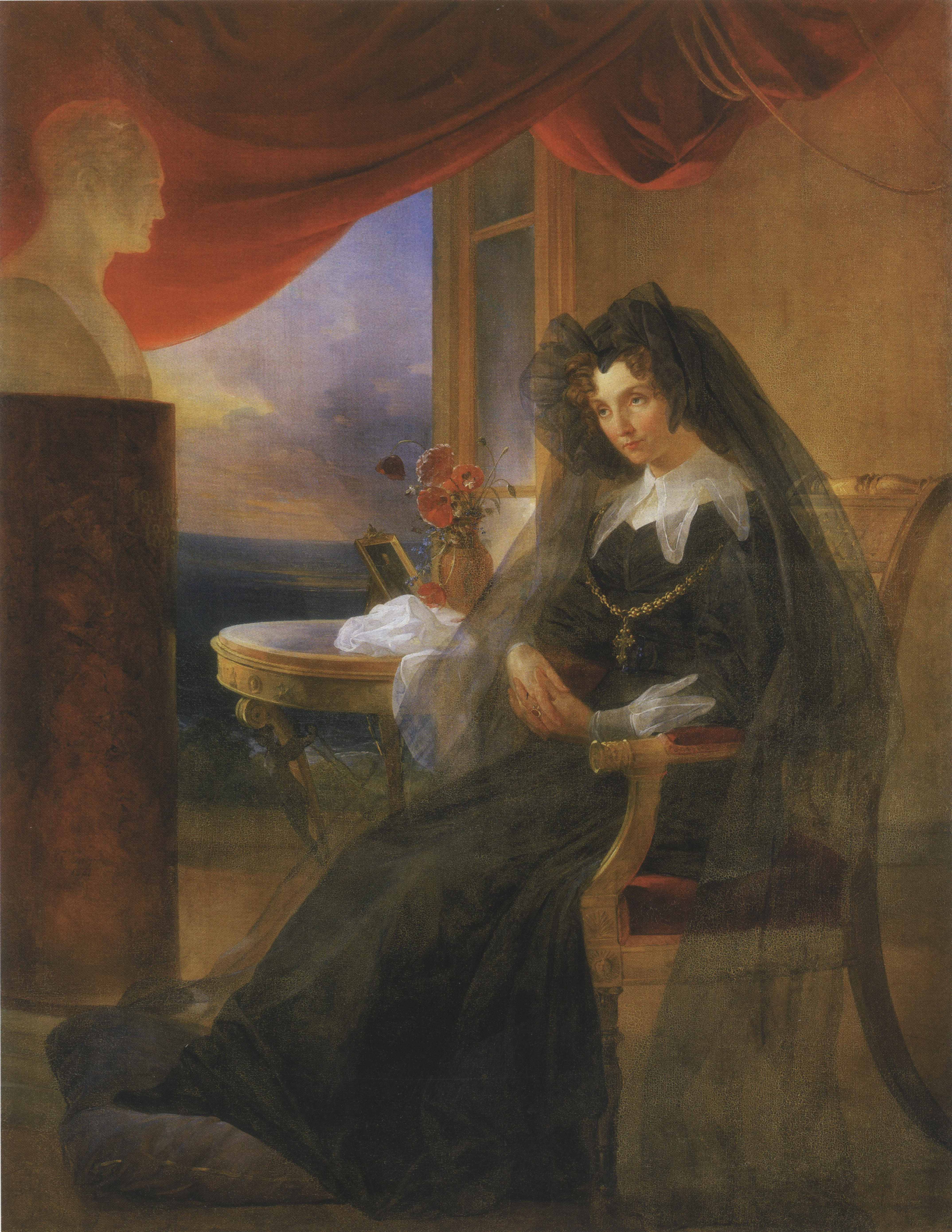
Портрет Елизаветы Алексеевны в трауре рядом с бюстом супруга. Худ. П. В. Басин (1831)

Елизавета Алексеевна в тот вечер пишет в Баден: «О, матушка! Я самое несчастное существо на земле! Я хотела только сказать вам, что я осталась в живых после потери этого ангела, страшно измученного болезнью и который, тем не менее, постоянно находил для меня улыбку или ласковый взгляд даже тогда, когда он не узнавал никого. О, матушка, матушка, как я несчастна, как вы будете страдать вместе со мною! Великий Боже, что за судьба! Я подавлена печалью, я не понимаю себя, не понимаю своей судьбы, одним словом, я очень несчастна…». Но более трогательным является второе письмо, которое было адресовано вдовствующей императрице Марии Фёдоровне, матери её покойного мужа: «Наш ангел на небесах, а я осталась на земле; о, если бы я, самое несчастное существо из всех оплакивающих его, могла скоро соединиться с ним!».
Спустя сутки, 21 ноября, состоялось вскрытие тела покойного государя. В заключении врачей говорилось о том, что император «был одержим острою болезнью, коею первоначально была поражена печень и прочие, к отделению жёлчи служащие, органы. Болезнь сия в продолжении своём перешла в жестокую горячку с приливом крови в мозговые сосуды и последующим затем отделением и накоплением сукровичной влаги в полостях мозга и была, наконец, причиною самой смерти его императорского величества». С позиций современной медицины можно предположить, что причиной смерти императора Александра I стала острая геморрагическая лихорадка, встречающаяся в Крыму и при отсутствии должного лечения — как и было в случае с императором — дающая самые тяжёлые последствия.
После смерти мужа Елизавета Алексеевна задержалась в Таганроге ещё почти на полгода — ей сильно нездоровилось. Тело Александра тоже не было перевезено из-за династического замешательства в стране, связанного с отказом великого князя Константина Павловича от трона, и передачей прав престолонаследия младшему брату — великому князю Николаю Павловичу. Это в свою очередь повлекло восстание гвардейских частей в Петербурге (восстание декабристов 14 (26) декабря 1825 года). И лишь в конце апреля Елизавета Алексеевна решила собираться в Петербург. Навстречу ей выехала мать Александра — Мария Фёдоровна, которая, доехав до Калуги, остановилась там в ожидании своей больной невестки. А Елизавете Алексеевне было всё хуже и хуже. В Белеве, в 90 верстах от Калуги, она почувствовала себя совсем плохо. Попросила было позвать доктора, но узнав, что он спит, приказала не будить его.

### Смерть

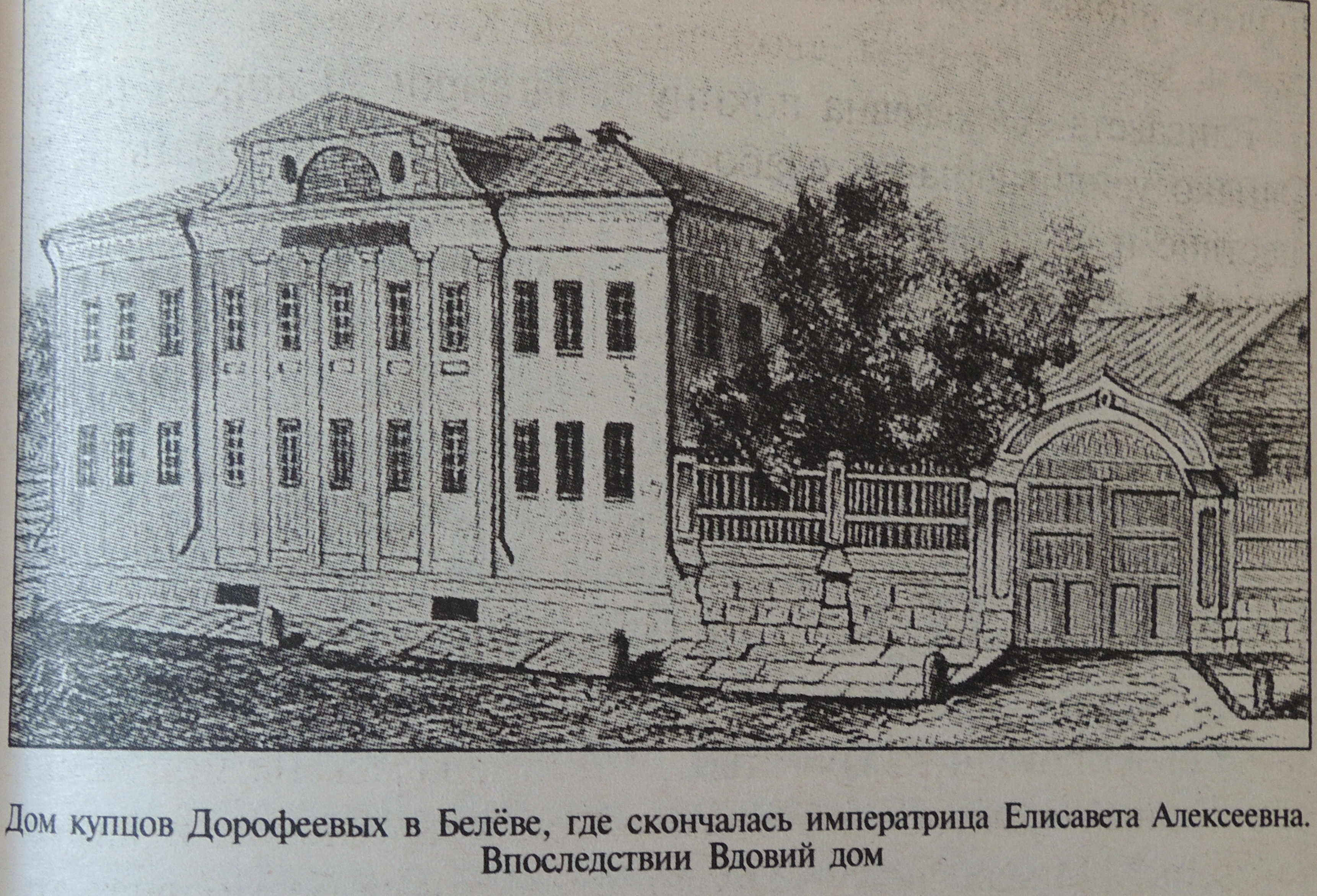
Дом купцов Дорофеевых в Белёве, в котором скончалась Елизавета Алексеевна.

Елизавета Алексеевна умерла 4 (16) мая 1826 года около четырёх часов утра в доме купцов Дорофеевых (ул. Октябрьская, 7).

Завещания она не оставила. На вопрос о его составлении Елизавета Алексеевна ответила: «Я не привезла с собою в Россию ничего, и потому ничем распоряжаться не могу». Перед поездкой в Петербург она лишь просила в случае её кончины передать свои личные дневники Николаю Карамзину, бывшему для неё очень близким другом. 

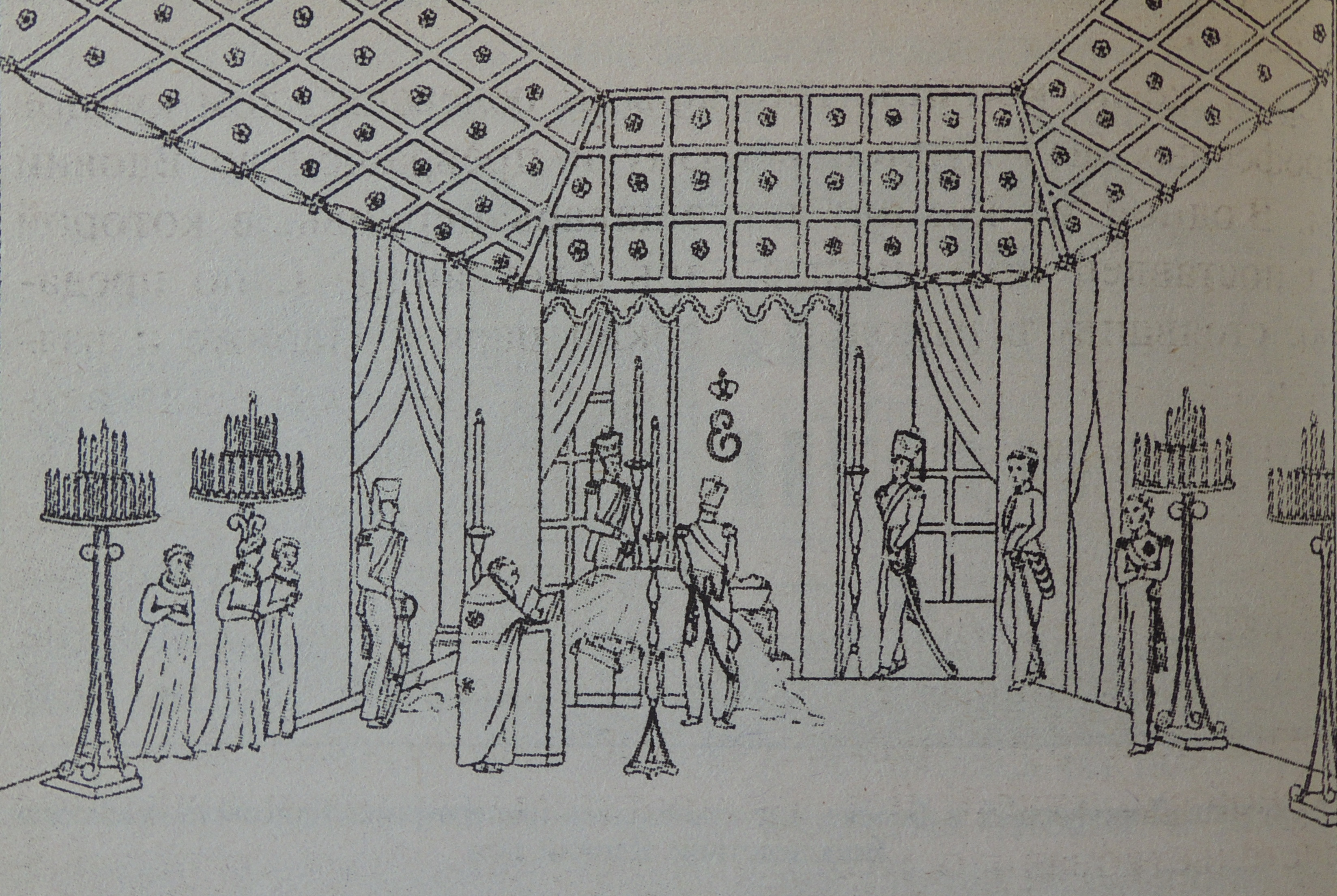
Набросок комнаты, в которой умерла императрица (1827 год).

Из Белёва тело Елизаветы Алексеевны направили в Петербург через Торжок, Вышний Волочёк, Чудово и Тосно. Без остановки в Царском Селе прямо к Чесменскому дворцу траурный поезд подошёл 13 мая. На погребение Императрицы Елизаветы Алексеевны выделили из государственной казны скромную сумму — всего лишь 100000 рублей с тем расчётом, что на оформление пойдут в основном материалы, оставшиеся от погребения Александра I. Утром 14 июня Петербург наблюдал торжественное шествие печального кортежа Елизаветы Алексеевны от Чесменского дворца к Петропавловскому собору. Сопровождавший процессию А. Д. Соломко вспоминал: «При въезде печальной колесницы многие в народе плакали. Этот день вначале был освещён лучами солнца, но когда шествие печальное двинулось, то облака сгустились и даже дождик начал кропить землю. Должно припомнить, что в день въезда тела в Бозе почившего Государя Александра I шёл снег и погода была пасмурна. Природа принимает участие во всеобщей горести».
Погребена 21 июня 1826 года в Петропавловском соборе рядом со своим супругом императором Александром, пережив его меньше, чем на полгода.

### «Тайна» смерти Елизаветы Алексеевны
Внезапные смерти Александра I и его супруги Елизаветы Алексеевны, последовавшие одна за другой, вдали от столицы, естественно не могли не показаться странными. Императора стали отождествлять с сибирским старцем Фёдором Кузьмичом. Версий же смерти Елизаветы Алексеевны существует три:

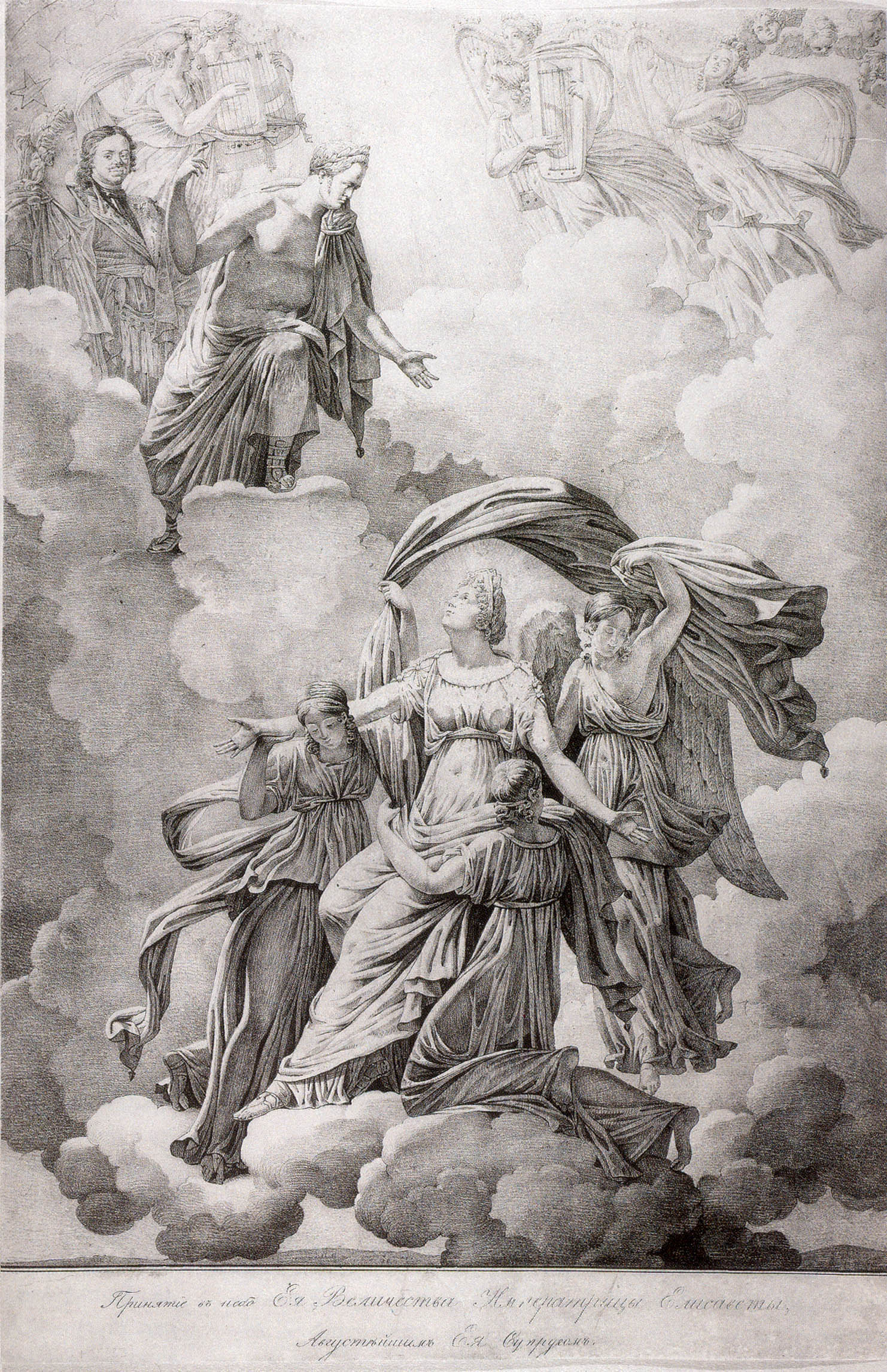
Офорт на смерть Елизаветы Алексеевны. Надпись на офорте: «Принятие на небо Ея Величества Императрицы Елисаветы Августейшим Ея Супругом».

- Официальная. Императрица умерла в Белёве естественной смертью от сочетания ряда хронических болезненных процессов, ускорившихся смертью мужа.
- Вторая и самая популярная версия — эта та, что на самом деле Елизавета Алексеевна не погибла, а вслед за мужем решила «отказаться от мирской жизни», став затворницей Верой Молчальницей.
- Конспирологическая версия, поддержанная рядом советских писателей:[источник не указан 1058 дней] убийство. Якобы императрица была утоплена или отравлена в Белёве, так как Николай I и его мать Мария Фёдоровна считали её сильной соперницей и претенденткой на трон, ибо пользовалась популярностью в тайных движениях.

#### Вера Молчальница
Вскоре после смерти августейшей четы появились легенды о Фёдоре Кузьмиче, которым якобы стал Александр Павлович.

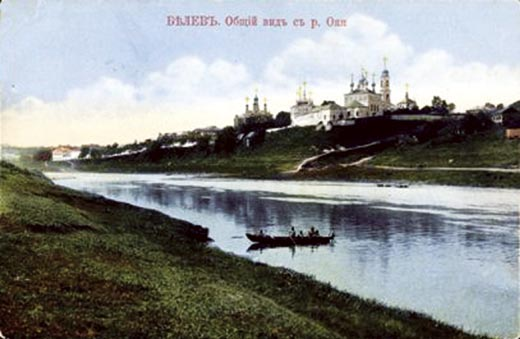
Общий вид Белева с противоположного берега реки Оки

Елизавету Алексеевну же стали отождествлять с Верой Молчальницей. В легенде говорилось о том, что проезжая Белёв, императрица посетовала на здоровье и пожелала остановиться в доме купца Дорофеева. Войдя в зал, Елизавета Алексеевна, закрыв глаза руками, пожаловалась на очень яркий свет и попросила его уменьшить, после чего бросившиеся выполнять приказания слуги потушили большинство свечей, оставив гореть лишь две. Затем вдовствующая императрица Елизавета пожелала, сославшись на сильную усталость, уединиться. Хозяева удалились спать в другую часть дома, но вскоре их разбудили, сообщив о кончине императрицы. Хозяйка, приблизившись к телу покойной, чтобы поцеловать руку, якобы поняла, что перед ней находится совершенно другая женщина, по некоторым сведениям лежащая перед ней женщина отличалась цветом волос. Протоиерей Покровский сообщает, что ночью в дом помещицы был приглашён священник из Белёвского духовного училища, который исповедал и причастил какую-то закутанную женщину. После того как гроб с телом Елизаветы Алексеевны, запаянный в Белёве по указанию императора Николая I, увезли, в доме местного священника появилась некая странница. Её отличали хорошие манеры и высокая образованность, на вопрос хозяев о её происхождении ею был дан ответ: «Кто я такая, я сказать не могу, а что я странствую, на это Божия воля». После этого в городе появился слух, что эта странница и есть императрица Елизавета Алексеевна.
| Аргументы «за» | Аргументы «против» |
| --- | --- |
| Некоторые сторонники легенды ссылаются на то, что Елизавета Алексеевна в последние месяцы пребывания царской четы в Таганроге «неожиданно стала поправляться», что плохо согласуется с диагнозом тяжёлого сердечного недуга, которым она страдала.                        | В публикации К. Цеханской, датированной 1999 годом, приводится фотография Веры Молчальницы в гробу. Даже с учётом разницы возраста усопшей и Елизаветы Алексеевны на прижизненных изображениях 1820-х годов судебно-медицинскому эксперту ясна разница антропологических характеристик этих женщин.       |
| О возможной «мнимой» смерти Елизаветы также свидетельствует выдержка из письма императрицы к матери: «Пока он здесь останется, и я здесь останусь: а когда он отправится, отправлюсь и я, если это найдут возможным. Я последую за ним, пока буду в состоянии следовать». | Не стоит забывать о том, что Елизавета Алексеевна пережила потерю мужа, с которым в последнее время была очень близка. Это могло серьёзно подорвать здоровье императрицы, даже после успешной лечебной поездки и привести к летальному исходу.                                                            |
| После смерти Александра Елизавета Алексеевна была в состоянии отдавать распоряжения и ездить на панихиды, что свидетельствует, по предположению сторонников легенды, о не столь плачевном состоянии здоровья вдовствующей императрицы, о коем доносил Логвинов.           | Мало возможно и то, что десятки архиереев и иереев Русской Православной Церкви, в том числе духовник государыни о. Алексий Федотов, нарушив принесённые обеты при рукоположениях, служили панихиды об упокоении души рабы Божией Елизаветы над телом другой умершей на всём пути от Белёва до Петербурга. |
| В помяннике графини Орловой-Чесменской, принявшей самое непосредственное участие в судьбе Веры Молчальницы, отсутствуют имена императора Александра I и его жены, что представляется косвенным свидетельством того, что графиня была посвящена в тайну их исчезновения.   | Тело государыни было выставлено на прощание в Петропавловском соборе до 22 июня. При этом нет не единой документально подтверждённой записи о том, что на смертном одре Елизавета выглядела иначе, нежели при жизни.                                                                                      |

Также в доказательство того, что Вера и есть Елизавета Алексеевна, сторонники легенды приводят некоторые выдержки из слов затворницы, сказанных ею в разное время. Так, например, в Валдайской тюрьме ею было сказано следующее: «Если судить по небесному, то я — прах земли, а если по земному, то я — выше тебя» . А в первый год пребывания в монастыре во время приступа горячки: «Я прах, земля; но родители мои были так богаты, что я горстью выносила золото для раздачи бедным; крещена я на Белых Берегах»; «Вы думаете меня зовут Верой? Нет, я не Вера, а Лиза». Но здесь же можно и сказать, что родители императрицы не были богаты и «горстью выносить золото для раздачи бедным» Луиза-Августа не могла. Так же сторонники легенды обращают внимание на сохранившиеся после неё выписки из Священного Писания, в которых в большом количестве присутствуют монограммы с буквами А, П и Е в различных сочетаниях (например, АП, ЕА), что некоторые исследователи считают монограммами императора Александра Павловича и его жены Елизаветы. Монограммы всегда старательно написаны, а нередко рядом с буквами АП содержится приписка «Царь (Отец) и Бог мой еси ты».

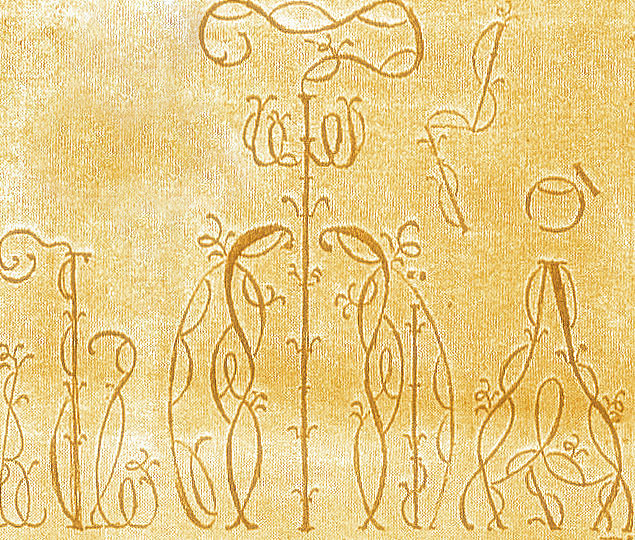
Криптографическая записка Веры Молчальницы с монограммами.

По некоторым сведениям, в канцелярских книгах Елизаветы Алексеевны, были найдены записи, предписывавшие после её смерти отправить некоторые вещи из её гардероба в один из новгородских монастырей. Некоторые записи Веры Молчальницы говорят о её нерусском происхождении, а если вспомнить, то Елизавета Алексеевна урождённая Луиза-Мария-Августа Баденская по происхождению чистокровная немка. Или хотя бы о том, что затворница обладала знанием нескольких языков, что говорит о её благородном происхождении (об этом также говорит её знание живописи и высокая образованность). Также существует легенда, что Николай I посещал Веру Молчальницу в одном из монастырей. Их разговор осуществлялся за закрытой дверью и затворница на вопросы императора отвечала на листке бумаги. Потом этот листок, якобы был сожжён Николаем в огне лампады.

#### Другие версии
Слух о том, что Елизавета Алексеевна якобы была убита наёмными убийцами, подосланными Николаем Павловичем и Марией Фёдоровной, пронёсся по Петербургу сразу же после её смерти вдали от столицы. Этот «слух» по Петербургу, вероятнее всего, был пущен её фрейлиной Варварой Волконской — «старой девой с большими странностями».

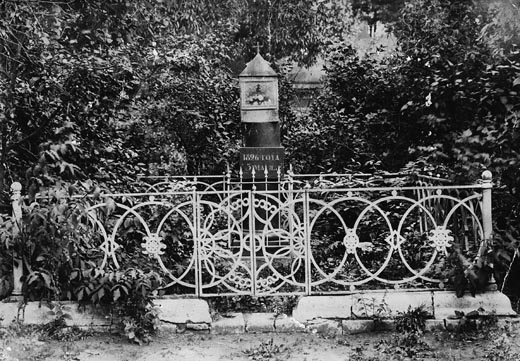
Монумент во дворе дома купца Дорофеева, ставшим местом смерти Елизаветы Алексеевны, над захоронением внутренних органов императрицы, изъятых при бальзамировании.

Варвара Михайловна, якобы страдавшая бессонницей в день смерти императрицы, на заре, увидела, как двое неизвестных вынесли тело Елизаветы из спальни. Встав с постели и прокравшись за ними, фрейлина смогла наблюдать следующие действа: тело было брошено в пруд. Волконская разбудила слуг, труп подняли со дна. Вернуть к жизни Елизавету Алексеевну не удалось. Никаких подтверждений или опровержений эта сплетня не имела. Однако исследовательница Л. Васильева, пытаясь найти ему доказательства, утверждала, что императрица Елизавета якобы представляла опасность для Николая и его матери своими «левыми взглядами», и потому от неё поспешили избавиться. Дополнительные тому подтверждения она видела в том, что Николай и его мать поспешили уничтожить дневник и другие личные бумаги умершей; также ей показалась подозрительной слишком «поспешная поездка» Марии Фёдоровны навстречу невестке.
Ещё более голословны утверждения, будто Елизавета на сорок седьмом году жизни была беременна. Якобы именно поэтому Елизавета, боясь за жизнь ребёнка, не поехала сопровождать до конца гроб супруга до Петербурга. Сторонники этой версии обращают внимание на то, что Мария Фёдоровна, не любившая долгие путешествия, да ещё и без большого окружения, так резко отправилась навстречу своей невестке и утверждают, будто августейшая свекровь, должна была убедиться, что ничто не мешает её сыну Николаю вступить на престол. Дополнительно утверждается, что императрица была «тайно захоронена в Белёве», где старожилы долгое время ещё показывали любопытствующим её могилу. В данном утверждении заложена явная ошибка: в саду купца Дорофеева находился склеп, в котором были захоронены извлечённые из тела императрицы во время вскрытия и бальзамирования внутренние органы.
Против версий о насильственном характере смерти императрицы свидетельствует то, что доверенные лица императрицы при новом царствовании отнюдь не подверглись опале. Так, например, её личный секретарь Н. М. Лонгинов стал действительным тайным советником, сенатором и даже получил высший орден Андрея Первозванного.

### Посмертное молчание о личной жизни

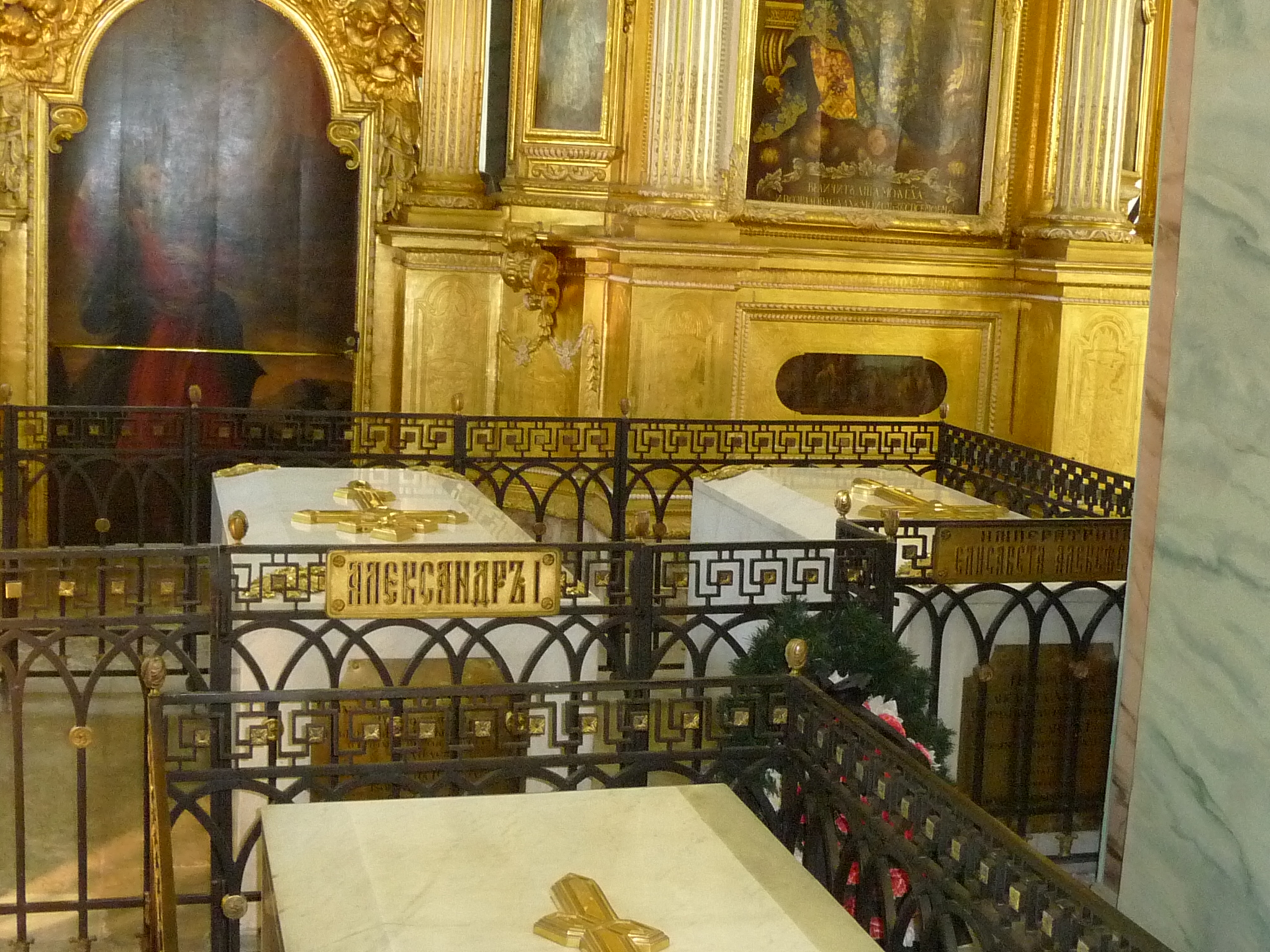
Захоронения Елизаветы Алексеевны и Александра I в Петропавловском соборе

Ни для кого в царствующей семье не было секретом, что Елизавета Алексеевна с самого приезда в Россию вела личные дневники, описывая в них не только свои личные переживания, но и важнейшие исторические события. Некоторые из приближённых императрицы были в курсе, так близкому другу, Николаю Карамзину, государыня читала их вслух. Об этой подробности он сам сообщил перед своей смертью. Елизавета Алексеевна завещала свои дневники именно Николаю Михайловичу, однако через две недели после смерти императрицы умер и писатель, простудившись на Сенатской площади. Поэтому желание покойной императрицы выполнено не было. Через несколько часов после смерти Елизаветы в Белёв прибыла вдовствующая императрица Мария Фёдоровна. Она, сняв с императрицы все семейные драгоценности и забрав бумаги покойной, поспешно уехала обратно в Петербург.
Судьба дневников Елизаветы известна: один был сожжён Варварой Головиной, другие вместе с письмами возлюбленного покойной императрицы, кавалергарда Алексея Охотникова, уничтожили Мария Фёдоровна и Николай Павлович. Императорская семья посчитала их очень компрометирующими, однако под впечатлением от прочтения этих записей жена Николая I, Александра Фёдоровна, записала в своём дневнике: «Если бы я сама не читала это, возможно, у меня оставались бы какие-то сомнения. Но вчера ночью я прочитала эти письма, написанные Охотниковым, офицером-кавалергардом, своей возлюбленной, императрице Елизавете, в которых он называет её ma petite femme („моя жёнушка“), mon amie, ma femme, mon Dieu, ma Elise, je t’adore („мой друг, моя жена, мой Бог, моя Элиза, я обожаю тебя“) и т. д. Из них видно, что каждую ночь, когда не светила луна, он взбирался в окно на Каменном острове или же в Таврическом дворце, и они проводили вместе 2-3 часа. С письмами находился его портрет, и всё это хранилось в тайнике, в том самом шкафу, где лежали портрет и памятные вещи её маленькой Элизы (вторая дочь Елизаветы Алексеевны) — вероятно, как знак того, что он был отцом этого ребёнка. Мне кровь бросилась в голову от стыда, что подобное могло происходить в нашей семье, и, оглядываясь при этом на себя, я молила Бога, чтобы он уберёг меня от такого, так как один легкомысленный шаг, одна поблажка, одна вольность — и всё пойдёт дальше и дальше, непостижимым для нас образом».
Императрица Мария Александровна, родная племянница Елизаветы, долгие годы собирала все документы, написанные Елизаветой Алексеевной или как-то связанные с её жизнью. В ЦГИА хранится фонд канцелярии императрицы Елизаветы Алексеевны в 51 единицу хранения. В основном это письма с просьбами о помощи пострадавшим во время Отечественной войны 1812 года и наводнения 1824 года.
Великий князь и историк Николай Михайлович в начале XX века написал широко известный сегодня очерк о Елизавете Алексеевне. Николай II, прочитав его, попросил вырезать главу, повествующую о трагичном романе императрицы с кавалергардом Охотниковым. Будучи любящим мужем и счастливым семьянином, Николай Александрович сослался на то, что эта глава может очернить светлый образ Елизаветы Алексеевны. Но текст запретной главы сохранился.
Относительно недавно историки Е. Лямина и О. Эдельман, изучая в Государственном архиве РФ фонд Елизаветы Алексеевны, обнаружили два фрагмента дневника императрицы, один — с февраля по август 1803 года, другой — с декабря 1803 по февраль 1804 года. Писала Елизавета Алексеевна в основном по-французски, со вкраплениями русских и немецких слов.

## Личность

### Общественная деятельность
Отказавшись, как того требует христианская добродетель, от внешних почестей и блеска, императрица Елизавета Алексеевна уделяла много времени и внимания делам благотворительности, в чём находила искреннюю радость и утешение. Взяв под своё покровительство сиротский приют и несколько школ в Петербурге, особое внимание она уделяла Царскосельскому лицею. Под её покровительством и при деятельном её участии возникло женское патриотическое общество.
После первых войн с Францией, особенно же с наступлением грозы 1812 года, Елизавета Алексеевна совершенно отказалась от внешних почестей и блеска, посвящая досуги свои делам благотворительности. С 1812 года она, несмотря на настояния своего супруга, отказывалась брать миллион, который получают императрицы, и довольствовалась 200 тысячами; но и из этих денег она на туалет и для себя собственно оставляла только 15000 рублей в год, всё же остальное употребляла на пособия нуждающимся. Фрейлина Софья Александровна Саблукова вспоминала: «Государыня отличалась замечательной самоотверженностью. Все 25 лет император уговаривал её брать деньги, но она всегда отвечала, что Россия имеет много других расходов, и брала на туалет, приличный её сану, всего 15 тысяч в год. Всё остальное издерживалось ею исключительно на дела благотворительности в России и на учреждение воспитательных заведений, как-то: Дома трудолюбия (Санкт-Петербургский Елизаветинский институт), Патриотического института, основанного для сирот воинов, убитых в Отечественную кампанию 1812 года.» При этом свои действия Елизавета старалась не афишировать и делать всё в тайне.

### Награды
По прибытии в Россию Луизы-Августы и Фредерики-Доротеи императрица Екатерина распорядилась пожаловать им обеим по Ордену Святой Великомученицы Екатерины I степени. Екатерина Алексеевна сама возложила на баденских принцесс ордена 24 ноября (7 декабря) 1792 года.
15 сентября 1801 года была награждена орденом Св. Андрея Первозванного.

## Память о Елизавете Алексеевне
В 1804 году в честь Елизаветы Алексеевны азербайджанский город Гянджа, отвоёванный у местного хана годом ранее, был переименован в Елизаветполь. Впоследствии стал центром Елизаветпольского уезда (1840—1929) и Елизаветпольской губернии (1867—1929).
В честь Елизаветы Алексеевны назван мыс Елизаветы (Охотское море, остров Сахалин), нанесён на карту в 1805 году экипажем шлюпа «Надежда» под командованием И. Ф. Крузенштерна, тогда же присвоено название.

### Изобразительное искусство
Памятник Елизавете Алексеевне в Баден-Бадене (Германия). Автор — Салават Щербаков. Установлен 27 мая 2008 года по инициативе Тургеневского общества. В левой руке императрицы — раскрытый томик стихов с подписью А. Пушкина и строчкой: «Я, вдохновенный Аполлоном, Елизавету втайне пел». Как гласит легенда, Пушкин видел императрицу не только в коридорах и на торжественных мероприятиях в Царском Селе. По преданию, Елизавета будто бы очень любила купаться обнажённой тёплыми летними вечерами в царскосельских прудах вместе со своими фрейлинами, а воспитанники лицея не раз сбегали из дворца прогуляться по саду, и во время такого очередного побега Пушкин и увидел прекрасную императрицу, которая покорила его сердце.
С этими же преданиями связаны малодоказательные утверждения, будто императрица послужила моделью П. П. Соколову для фонтана «Девушка с кувшином» (1816) в Екатерининском парке Царского Села.

### Кинематограф
- 1999 год. Фильм «Незримый путешественник». В роли Елизаветы Алексеевны — Алла Демидова
- 2001 год. Документальный сериал «Российская империя. Проект Леонида Парфёнова». Фильмы седьмой и восьмой «Александр I»
- 2002 год. Документальный сериал «Век кавалергардов». Фильм четвёртый «Единственный роман императрицы»
- 2003 год. Фильм «Бедный, бедный Павел». В роли Елизаветы Алексеевны — Анна Молчанова
- 2003 год Фильм «Северный сфинкс». В роли Елизаветы Алексеевны — Ольга Пашкова
- 2004 год. Документальный сериал «Дворцовые тайны». Фильм седьмой «Последняя любовь Елизаветы»
- 2005 год. Сериал «Адъютанты любви». В роли Елизаветы Алексеевны — Кристина Кузьмина
- 2007 год. Документальный фильм «Императрица Елизавета — Вера Молчальница»
- 2007 год. Телевизионная программа «Непростая история» с Сергеем Мироненко. Фильм второй «Дневник Елизаветы», фильм четвёртый «Легенда о старце Фёдоре Кузьмиче»
- 2008 год. Сериал «Тайные знаки. Императрица Елизавета. Секреты любовного гипноза»
- 2008 год. Документальный сериал «Принцессы немецкие — судьбы русские». Фильм второй
- 2008 год. Документальный сериал «Царская муза». Фильм четвёртый «Александр I»
- 2009—2010 годы. Телевизионная программа «Легенды Царского Села»
- 2013 год. Документальный сериал «Романовы», фильм шестой. В роли Елизаветы Алексеевны — Анастасия Кормилицына.
- 2022 год. Телесериал «Союз Спасения. Время гнева». В роли Елизаветы Алексеевны — Ксения Кутепова.
- 2025 год. Телесериал «Александр I». В роли Елизаветы Алексеевны - Анастасия Крылова

### Исторические работы
Дореволюционные публикации
- Елизавета Алексеевна // Энциклопедический словарь Брокгауза и Ефрона : в 86 т. (82 т. и 4 доп.). — СПб., 1890—1907.
- Каченовский М. Т. Черты из жизни и кончина Императрицы Елисаветы Алексеевны, изображающие Её неподражаемые добродетели, твёрдость духа, кротость, смирение, милосердие и все те свойства душевные, которые ставят Её наряду с величайшими из Цариц земных. — М., 1827. — 112 с. (недоступная ссылка)
- Романов Н.М., великий князь. Императрица Елизавета Алексеевна, супруга императора Александра I. — СПб.: Типография A. C. Суворина, 1908—1909. — Т. 1—3.
- Тимощук В. В. Императрица Елисавета Алексеевна, супруга Императора Александра I // Русская старина. — 1910. — Т. 146, № 1. — С. 234—240.; Продолжение и окончание — № 2. — С. 317—332; № 3. — С. 508—523.

Современные публикации
- Елизавета и Александр. Хроника по письмам императрицы Елизаветы Алексеевны. 1792—1826./ Составитель, пер. с фр. и коммент. Д. В. Соловьёва и С. Н. Искюля. — М., 2013. — 416 с. — ISBN 978-5-8243-1331-4.
- Логунова М. О. Императрица Елизавета Алексеевна — вдова императора Александра I. // Частное и общественное: гендерный аспект: Материалы Четвёртой научной конференции Российской ассоциации исследователей женской истории и Института этнологии и антропологии им. Н. Н. Миклухо-Маклая РАН7 20—22 октября 2011. — М., 2011. — С. 508—512.
- Логунова М. О. Вдовствующая императрица Елизавета Алексеевна // История Петербурга. — 2012. — № 1 (65). — С. 21—29.
- Лямина Е. Дневник глазами литературоведа. Arzamas. Дата обращения: 14 января 2017.
- Манько А. В. Августейший двор под сенью Гименея. — Аграф, 2003. — 464 с.
- Привалихина С. В. Русская судьба немецкой принцессы. Императрица Елизавета Алексеевна 1779—1826. — Тула: Лев Толстой, 2009. — 339 с. — ISBN 978-5-8091-0410-4.
- Соболева И. А. Принцессы немецкие — судьбы русские. — СПб.: Питер, 2008. — 413 с. — (Романовы: семейная сага русских царей). — ISBN 978-5-388-00093-4. (Глава «Елисавету втайне пел…»).
- Эдельман О. В. Императрица Елизавета Алексеевна и кавалергард Охотников. // Российская история. 2007. № 2. — С. 169—179.
- Эдельман О. В. Императрица Елизавета Алексеевна и кавалергард Охотников. // Родина. 2015. № 12. — С. 21—24.